# Umjetnost starog vijeka
Umjetnost starog vijeka, umjetnost drevnih civilizacija ili umjetnost antike je umjetnost starog vijeka; dio povijesti umjetnosti koja se fokusira na proučavanje formalne, tehničke, strukturne i ideološke interpretacije (ikonografski i ikonološki) umjetničkog djela, ali prije svega njegovog povijesnog značenja; gdje upotpunjava arheologiju koja je povijesna znanost čiji je otkrivanje i analiza konteksta materijalne kulture.
Kronološka granica umjetnosti starih civilizacija teče od početka pojave (oko 4. tisućljećje pr. Kr. na Bliskom istoku i Egiptu) do pada Zapadnog Rimskog Carstva (5. stoljeće). Zemljopisni opseg razvoja prvih civilizacija, definiran kartama političke i vjerske vlasti, dijeli ih na bliskoistočne civilizacije, mediteranske civilizacije, mezopotamijsku, egipatsku, indijsku, predkolumbovsku Ameriku i ostatka Europe i Afrike). Dakle, javlja se okončanjem pretpovijesnog razdoblja na tim prostorima, čime završava i prapovijesna umjetnost), od koje se razlikuje jer se sada za njihovo tumačenje mogu koristiti i povijesni pisani izvori. Ovaj resurs je nezamjenjiv, jer ne samo da omogućava identifikaciju autora ili sponzora umjetničkog rada i omogućava rekonstrukciju konteksta u kojemu je nastalo, nego također omogućava interpretaciju umjetnosti u odnosu na druga područja misli, posebno religiju i filozofiju. 

## Periodizacija i stilovi umjetnosti starih civilizacija

### Predklasična umjetnost zapadne civilizacije
| Umjetnost drevne Mezopotamije   |                                |                                |                                | | | | | | |
|                                 | Sumerska i akadska umjetnost   | Sumerska i akadska umjetnost   | Sumerska i akadska umjetnost   | - Od četvrtog tisućljeća pr. Kr. građeni su prvi gradovi (Ur, Uruk, Eridu, Lagaš) u području između rijeka Tigris i Eufrat (Sumer) - hramovi (zigurati), grobne komore. - upotrebljava se adobe, drvo i opeka - Vjerski figure od alabastera (hijerarhija po visini i veličini očiju) geometrijskih oblika na temelju stošca i valjka. -Stelama se slave vojne pobjede (Naram-Sinova stela, Hamurabijeva stela) -Intarzije (Barjak iz Ura). - Asirci (na sjeveru) i Babilonci (na jugu), te Elamiti (na istoku - Čoga Zanbil) | - Od četvrtog tisućljeća pr. Kr. građeni su prvi gradovi (Ur, Uruk, Eridu, Lagaš) u području između rijeka Tigris i Eufrat (Sumer) - hramovi (zigurati), grobne komore. - upotrebljava se adobe, drvo i opeka - Vjerski figure od alabastera (hijerarhija po visini i veličini očiju) geometrijskih oblika na temelju stošca i valjka. -Stelama se slave vojne pobjede (Naram-Sinova stela, Hamurabijeva stela) -Intarzije (Barjak iz Ura). - Asirci (na sjeveru) i Babilonci (na jugu), te Elamiti (na istoku - Čoga Zanbil) | - Od četvrtog tisućljeća pr. Kr. građeni su prvi gradovi (Ur, Uruk, Eridu, Lagaš) u području između rijeka Tigris i Eufrat (Sumer) - hramovi (zigurati), grobne komore. - upotrebljava se adobe, drvo i opeka - Vjerski figure od alabastera (hijerarhija po visini i veličini očiju) geometrijskih oblika na temelju stošca i valjka. -Stelama se slave vojne pobjede (Naram-Sinova stela, Hamurabijeva stela) -Intarzije (Barjak iz Ura). - Asirci (na sjeveru) i Babilonci (na jugu), te Elamiti (na istoku - Čoga Zanbil) | - Od četvrtog tisućljeća pr. Kr. građeni su prvi gradovi (Ur, Uruk, Eridu, Lagaš) u području između rijeka Tigris i Eufrat (Sumer) - hramovi (zigurati), grobne komore. - upotrebljava se adobe, drvo i opeka - Vjerski figure od alabastera (hijerarhija po visini i veličini očiju) geometrijskih oblika na temelju stošca i valjka. -Stelama se slave vojne pobjede (Naram-Sinova stela, Hamurabijeva stela) -Intarzije (Barjak iz Ura). - Asirci (na sjeveru) i Babilonci (na jugu), te Elamiti (na istoku - Čoga Zanbil) | - Od četvrtog tisućljeća pr. Kr. građeni su prvi gradovi (Ur, Uruk, Eridu, Lagaš) u području između rijeka Tigris i Eufrat (Sumer) - hramovi (zigurati), grobne komore. - upotrebljava se adobe, drvo i opeka - Vjerski figure od alabastera (hijerarhija po visini i veličini očiju) geometrijskih oblika na temelju stošca i valjka. -Stelama se slave vojne pobjede (Naram-Sinova stela, Hamurabijeva stela) -Intarzije (Barjak iz Ura). - Asirci (na sjeveru) i Babilonci (na jugu), te Elamiti (na istoku - Čoga Zanbil) | - Od četvrtog tisućljeća pr. Kr. građeni su prvi gradovi (Ur, Uruk, Eridu, Lagaš) u području između rijeka Tigris i Eufrat (Sumer) - hramovi (zigurati), grobne komore. - upotrebljava se adobe, drvo i opeka - Vjerski figure od alabastera (hijerarhija po visini i veličini očiju) geometrijskih oblika na temelju stošca i valjka. -Stelama se slave vojne pobjede (Naram-Sinova stela, Hamurabijeva stela) -Intarzije (Barjak iz Ura). - Asirci (na sjeveru) i Babilonci (na jugu), te Elamiti (na istoku - Čoga Zanbil) |
|                                 | Asirska umjetnost              | Asirska umjetnost              | Asirska umjetnost              | - U početku na sjeveru rijeke Tigrisa (gornja Mezopotamija), sa središtem u Ašuru, a kasnije Niniva; kasnije cijela Mezopotamija (Asirsko Carstvo, oko 1000. – 612. pr. Kr.). - Monumentalni hramovi-zigurati i gradski portali, te kamene palače u gradovima od opeke - Skulptura monumentalnih razmjera (čuvari demoni - lamasu), narativni plitki reljefi | - U početku na sjeveru rijeke Tigrisa (gornja Mezopotamija), sa središtem u Ašuru, a kasnije Niniva; kasnije cijela Mezopotamija (Asirsko Carstvo, oko 1000. – 612. pr. Kr.). - Monumentalni hramovi-zigurati i gradski portali, te kamene palače u gradovima od opeke - Skulptura monumentalnih razmjera (čuvari demoni - lamasu), narativni plitki reljefi | - U početku na sjeveru rijeke Tigrisa (gornja Mezopotamija), sa središtem u Ašuru, a kasnije Niniva; kasnije cijela Mezopotamija (Asirsko Carstvo, oko 1000. – 612. pr. Kr.). - Monumentalni hramovi-zigurati i gradski portali, te kamene palače u gradovima od opeke - Skulptura monumentalnih razmjera (čuvari demoni - lamasu), narativni plitki reljefi | - U početku na sjeveru rijeke Tigrisa (gornja Mezopotamija), sa središtem u Ašuru, a kasnije Niniva; kasnije cijela Mezopotamija (Asirsko Carstvo, oko 1000. – 612. pr. Kr.). - Monumentalni hramovi-zigurati i gradski portali, te kamene palače u gradovima od opeke - Skulptura monumentalnih razmjera (čuvari demoni - lamasu), narativni plitki reljefi | - U početku na sjeveru rijeke Tigrisa (gornja Mezopotamija), sa središtem u Ašuru, a kasnije Niniva; kasnije cijela Mezopotamija (Asirsko Carstvo, oko 1000. – 612. pr. Kr.). - Monumentalni hramovi-zigurati i gradski portali, te kamene palače u gradovima od opeke - Skulptura monumentalnih razmjera (čuvari demoni - lamasu), narativni plitki reljefi | - U početku na sjeveru rijeke Tigrisa (gornja Mezopotamija), sa središtem u Ašuru, a kasnije Niniva; kasnije cijela Mezopotamija (Asirsko Carstvo, oko 1000. – 612. pr. Kr.). - Monumentalni hramovi-zigurati i gradski portali, te kamene palače u gradovima od opeke - Skulptura monumentalnih razmjera (čuvari demoni - lamasu), narativni plitki reljefi |
|                                 | Babilonska umjetnost           | Babilonska umjetnost           | Babilonska umjetnost           | - Grad Babilon i dva razdoblja kada postaje središte Carstva: prvo za Hammurabija (Rano starobabilonsko razdoblje, oko 2017. – 1793. pr. Kr.), i drugo za Nabukodonozora II. (Novobabilonsko Carstvo (626. – 539. pr. Kr.). -Izgradnja građevina opisanih u biblijskim pripovijestima: Babilonska kula, Semiramidini viseći vrtovi). - Reljefi na emajliranim opekama (Ištarina vrata) i figure životinja. | - Grad Babilon i dva razdoblja kada postaje središte Carstva: prvo za Hammurabija (Rano starobabilonsko razdoblje, oko 2017. – 1793. pr. Kr.), i drugo za Nabukodonozora II. (Novobabilonsko Carstvo (626. – 539. pr. Kr.). -Izgradnja građevina opisanih u biblijskim pripovijestima: Babilonska kula, Semiramidini viseći vrtovi). - Reljefi na emajliranim opekama (Ištarina vrata) i figure životinja. | - Grad Babilon i dva razdoblja kada postaje središte Carstva: prvo za Hammurabija (Rano starobabilonsko razdoblje, oko 2017. – 1793. pr. Kr.), i drugo za Nabukodonozora II. (Novobabilonsko Carstvo (626. – 539. pr. Kr.). -Izgradnja građevina opisanih u biblijskim pripovijestima: Babilonska kula, Semiramidini viseći vrtovi). - Reljefi na emajliranim opekama (Ištarina vrata) i figure životinja. | - Grad Babilon i dva razdoblja kada postaje središte Carstva: prvo za Hammurabija (Rano starobabilonsko razdoblje, oko 2017. – 1793. pr. Kr.), i drugo za Nabukodonozora II. (Novobabilonsko Carstvo (626. – 539. pr. Kr.). -Izgradnja građevina opisanih u biblijskim pripovijestima: Babilonska kula, Semiramidini viseći vrtovi). - Reljefi na emajliranim opekama (Ištarina vrata) i figure životinja. | - Grad Babilon i dva razdoblja kada postaje središte Carstva: prvo za Hammurabija (Rano starobabilonsko razdoblje, oko 2017. – 1793. pr. Kr.), i drugo za Nabukodonozora II. (Novobabilonsko Carstvo (626. – 539. pr. Kr.). -Izgradnja građevina opisanih u biblijskim pripovijestima: Babilonska kula, Semiramidini viseći vrtovi). - Reljefi na emajliranim opekama (Ištarina vrata) i figure životinja. | - Grad Babilon i dva razdoblja kada postaje središte Carstva: prvo za Hammurabija (Rano starobabilonsko razdoblje, oko 2017. – 1793. pr. Kr.), i drugo za Nabukodonozora II. (Novobabilonsko Carstvo (626. – 539. pr. Kr.). -Izgradnja građevina opisanih u biblijskim pripovijestima: Babilonska kula, Semiramidini viseći vrtovi). - Reljefi na emajliranim opekama (Ištarina vrata) i figure životinja. |
| Staroegipatska umjetnost        |                                |                                |                                | | | | | | |
|                                 | Drevni Egipat                  | Drevni Egipat                  | Drevni Egipat                  | - Od četvrtog tisućljeća pr. Kr. do osvajanja Aleksandra Velikog u 4. stoljeću pr. Kr. - Civilizacija izgrađena oko političke (faraona) i vjerske moći (hramova) koji kontroliraju poljoprivredu redovnih poplava Nila, snage i birokratske strukture (pismo i egipatski hijeroglifi). Razvija se religija koja se temelji na konceptu vječnog života poslije smrti (knjiga mrtvih). - Monumentalna arhitektura u kamenu: egipatski hram (Luxor, Karnak, Abu Simbel, File) i egipatske grobnice (mastaba i piramida - Staro egipatsko kraljevstvo, i hipogej - Novo egipatsko kraljevstvo -Dolina kraljeva-). - Imhotep (Džozerova piramida) bio je prvi arhitekt poznato ime (27. stoljeće prije Krista) do Keopsove piramide (arhitekt Hemiunu). - reljefi i zidne slike su povezane s arhitekturom, kolosalno samostojeće kiparstvo (Mikerinovo trojstvo, Memnonovi kolosi, Sjedeći pisar, Nefertitina bista) dekorativna umjetnost i prenosive figure. - svečani karakter na temelju kanona krutih prikaza i simbolike. - karakteristike egipatske umjetnosti su vrlo stabilne tijekom razdoblja od tri tisućljeća: monumentalnost, stereotipi ljudske figure, frontalnost, hijerarhija, nedostatak perspektive u slikarstvu i iskorištavanje perspektive u arhitekturi, kojom dominiraju apsolutno ravne linije (zidova, stupova i greda); osim u likovnim umjetnostima i religijskim konceptima u razdoblju Amarne. | - Od četvrtog tisućljeća pr. Kr. do osvajanja Aleksandra Velikog u 4. stoljeću pr. Kr. - Civilizacija izgrađena oko političke (faraona) i vjerske moći (hramova) koji kontroliraju poljoprivredu redovnih poplava Nila, snage i birokratske strukture (pismo i egipatski hijeroglifi). Razvija se religija koja se temelji na konceptu vječnog života poslije smrti (knjiga mrtvih). - Monumentalna arhitektura u kamenu: egipatski hram (Luxor, Karnak, Abu Simbel, File) i egipatske grobnice (mastaba i piramida - Staro egipatsko kraljevstvo, i hipogej - Novo egipatsko kraljevstvo -Dolina kraljeva-). - Imhotep (Džozerova piramida) bio je prvi arhitekt poznato ime (27. stoljeće prije Krista) do Keopsove piramide (arhitekt Hemiunu). - reljefi i zidne slike su povezane s arhitekturom, kolosalno samostojeće kiparstvo (Mikerinovo trojstvo, Memnonovi kolosi, Sjedeći pisar, Nefertitina bista) dekorativna umjetnost i prenosive figure. - svečani karakter na temelju kanona krutih prikaza i simbolike. - karakteristike egipatske umjetnosti su vrlo stabilne tijekom razdoblja od tri tisućljeća: monumentalnost, stereotipi ljudske figure, frontalnost, hijerarhija, nedostatak perspektive u slikarstvu i iskorištavanje perspektive u arhitekturi, kojom dominiraju apsolutno ravne linije (zidova, stupova i greda); osim u likovnim umjetnostima i religijskim konceptima u razdoblju Amarne. | - Od četvrtog tisućljeća pr. Kr. do osvajanja Aleksandra Velikog u 4. stoljeću pr. Kr. - Civilizacija izgrađena oko političke (faraona) i vjerske moći (hramova) koji kontroliraju poljoprivredu redovnih poplava Nila, snage i birokratske strukture (pismo i egipatski hijeroglifi). Razvija se religija koja se temelji na konceptu vječnog života poslije smrti (knjiga mrtvih). - Monumentalna arhitektura u kamenu: egipatski hram (Luxor, Karnak, Abu Simbel, File) i egipatske grobnice (mastaba i piramida - Staro egipatsko kraljevstvo, i hipogej - Novo egipatsko kraljevstvo -Dolina kraljeva-). - Imhotep (Džozerova piramida) bio je prvi arhitekt poznato ime (27. stoljeće prije Krista) do Keopsove piramide (arhitekt Hemiunu). - reljefi i zidne slike su povezane s arhitekturom, kolosalno samostojeće kiparstvo (Mikerinovo trojstvo, Memnonovi kolosi, Sjedeći pisar, Nefertitina bista) dekorativna umjetnost i prenosive figure. - svečani karakter na temelju kanona krutih prikaza i simbolike. - karakteristike egipatske umjetnosti su vrlo stabilne tijekom razdoblja od tri tisućljeća: monumentalnost, stereotipi ljudske figure, frontalnost, hijerarhija, nedostatak perspektive u slikarstvu i iskorištavanje perspektive u arhitekturi, kojom dominiraju apsolutno ravne linije (zidova, stupova i greda); osim u likovnim umjetnostima i religijskim konceptima u razdoblju Amarne. | - Od četvrtog tisućljeća pr. Kr. do osvajanja Aleksandra Velikog u 4. stoljeću pr. Kr. - Civilizacija izgrađena oko političke (faraona) i vjerske moći (hramova) koji kontroliraju poljoprivredu redovnih poplava Nila, snage i birokratske strukture (pismo i egipatski hijeroglifi). Razvija se religija koja se temelji na konceptu vječnog života poslije smrti (knjiga mrtvih). - Monumentalna arhitektura u kamenu: egipatski hram (Luxor, Karnak, Abu Simbel, File) i egipatske grobnice (mastaba i piramida - Staro egipatsko kraljevstvo, i hipogej - Novo egipatsko kraljevstvo -Dolina kraljeva-). - Imhotep (Džozerova piramida) bio je prvi arhitekt poznato ime (27. stoljeće prije Krista) do Keopsove piramide (arhitekt Hemiunu). - reljefi i zidne slike su povezane s arhitekturom, kolosalno samostojeće kiparstvo (Mikerinovo trojstvo, Memnonovi kolosi, Sjedeći pisar, Nefertitina bista) dekorativna umjetnost i prenosive figure. - svečani karakter na temelju kanona krutih prikaza i simbolike. - karakteristike egipatske umjetnosti su vrlo stabilne tijekom razdoblja od tri tisućljeća: monumentalnost, stereotipi ljudske figure, frontalnost, hijerarhija, nedostatak perspektive u slikarstvu i iskorištavanje perspektive u arhitekturi, kojom dominiraju apsolutno ravne linije (zidova, stupova i greda); osim u likovnim umjetnostima i religijskim konceptima u razdoblju Amarne. | - Od četvrtog tisućljeća pr. Kr. do osvajanja Aleksandra Velikog u 4. stoljeću pr. Kr. - Civilizacija izgrađena oko političke (faraona) i vjerske moći (hramova) koji kontroliraju poljoprivredu redovnih poplava Nila, snage i birokratske strukture (pismo i egipatski hijeroglifi). Razvija se religija koja se temelji na konceptu vječnog života poslije smrti (knjiga mrtvih). - Monumentalna arhitektura u kamenu: egipatski hram (Luxor, Karnak, Abu Simbel, File) i egipatske grobnice (mastaba i piramida - Staro egipatsko kraljevstvo, i hipogej - Novo egipatsko kraljevstvo -Dolina kraljeva-). - Imhotep (Džozerova piramida) bio je prvi arhitekt poznato ime (27. stoljeće prije Krista) do Keopsove piramide (arhitekt Hemiunu). - reljefi i zidne slike su povezane s arhitekturom, kolosalno samostojeće kiparstvo (Mikerinovo trojstvo, Memnonovi kolosi, Sjedeći pisar, Nefertitina bista) dekorativna umjetnost i prenosive figure. - svečani karakter na temelju kanona krutih prikaza i simbolike. - karakteristike egipatske umjetnosti su vrlo stabilne tijekom razdoblja od tri tisućljeća: monumentalnost, stereotipi ljudske figure, frontalnost, hijerarhija, nedostatak perspektive u slikarstvu i iskorištavanje perspektive u arhitekturi, kojom dominiraju apsolutno ravne linije (zidova, stupova i greda); osim u likovnim umjetnostima i religijskim konceptima u razdoblju Amarne. | - Od četvrtog tisućljeća pr. Kr. do osvajanja Aleksandra Velikog u 4. stoljeću pr. Kr. - Civilizacija izgrađena oko političke (faraona) i vjerske moći (hramova) koji kontroliraju poljoprivredu redovnih poplava Nila, snage i birokratske strukture (pismo i egipatski hijeroglifi). Razvija se religija koja se temelji na konceptu vječnog života poslije smrti (knjiga mrtvih). - Monumentalna arhitektura u kamenu: egipatski hram (Luxor, Karnak, Abu Simbel, File) i egipatske grobnice (mastaba i piramida - Staro egipatsko kraljevstvo, i hipogej - Novo egipatsko kraljevstvo -Dolina kraljeva-). - Imhotep (Džozerova piramida) bio je prvi arhitekt poznato ime (27. stoljeće prije Krista) do Keopsove piramide (arhitekt Hemiunu). - reljefi i zidne slike su povezane s arhitekturom, kolosalno samostojeće kiparstvo (Mikerinovo trojstvo, Memnonovi kolosi, Sjedeći pisar, Nefertitina bista) dekorativna umjetnost i prenosive figure. - svečani karakter na temelju kanona krutih prikaza i simbolike. - karakteristike egipatske umjetnosti su vrlo stabilne tijekom razdoblja od tri tisućljeća: monumentalnost, stereotipi ljudske figure, frontalnost, hijerarhija, nedostatak perspektive u slikarstvu i iskorištavanje perspektive u arhitekturi, kojom dominiraju apsolutno ravne linije (zidova, stupova i greda); osim u likovnim umjetnostima i religijskim konceptima u razdoblju Amarne. |
|                                 | Kuš                            | Kuš                            | Kuš                            | - Nubija, južno od Gornjeg Egipta, ispod Asuana, naseljena Nilotima (crnci) koji razvijaju civilizaciju koja je oponašala egipatsku, s kojom je bila u kontaktu. - Ujedinjeni Kuš osvaja Kraljevstvo Aksum. - skulptura, nakit i pogrebna umjetnost obilježena egipatskim utjecajem. - Piramide Meroe i Napata, svetište Barkal. | - Nubija, južno od Gornjeg Egipta, ispod Asuana, naseljena Nilotima (crnci) koji razvijaju civilizaciju koja je oponašala egipatsku, s kojom je bila u kontaktu. - Ujedinjeni Kuš osvaja Kraljevstvo Aksum. - skulptura, nakit i pogrebna umjetnost obilježena egipatskim utjecajem. - Piramide Meroe i Napata, svetište Barkal. | - Nubija, južno od Gornjeg Egipta, ispod Asuana, naseljena Nilotima (crnci) koji razvijaju civilizaciju koja je oponašala egipatsku, s kojom je bila u kontaktu. - Ujedinjeni Kuš osvaja Kraljevstvo Aksum. - skulptura, nakit i pogrebna umjetnost obilježena egipatskim utjecajem. - Piramide Meroe i Napata, svetište Barkal. | - Nubija, južno od Gornjeg Egipta, ispod Asuana, naseljena Nilotima (crnci) koji razvijaju civilizaciju koja je oponašala egipatsku, s kojom je bila u kontaktu. - Ujedinjeni Kuš osvaja Kraljevstvo Aksum. - skulptura, nakit i pogrebna umjetnost obilježena egipatskim utjecajem. - Piramide Meroe i Napata, svetište Barkal. | - Nubija, južno od Gornjeg Egipta, ispod Asuana, naseljena Nilotima (crnci) koji razvijaju civilizaciju koja je oponašala egipatsku, s kojom je bila u kontaktu. - Ujedinjeni Kuš osvaja Kraljevstvo Aksum. - skulptura, nakit i pogrebna umjetnost obilježena egipatskim utjecajem. - Piramide Meroe i Napata, svetište Barkal. | - Nubija, južno od Gornjeg Egipta, ispod Asuana, naseljena Nilotima (crnci) koji razvijaju civilizaciju koja je oponašala egipatsku, s kojom je bila u kontaktu. - Ujedinjeni Kuš osvaja Kraljevstvo Aksum. - skulptura, nakit i pogrebna umjetnost obilježena egipatskim utjecajem. - Piramide Meroe i Napata, svetište Barkal. |
| Ostale umjetnosti Starog Istoka |                                |                                |                                | | | | | | |
|                                 | Hetitsko Carstvo               | Hetitsko Carstvo               | Hetitsko Carstvo               | - Hetiti, iz središnje Anatolije (današnja Turska), uspodtavljaju Carstvo sa središtem u gradu Hattuša koje se širi sredozemnom obalom do Egipta. - kiklopsko zidanje od tesanika, relativna grubost plitkih reljefa (asirski utjecaj) i nekoliko samostojećih skulptura (egipatski utjecaj), karakterizira nepostojanje formalnih ukrasa i malo detalja. - Rad u metalu je primitivan, ali vrlo sugestivne stilizacije i apstrakcije. | - Hetiti, iz središnje Anatolije (današnja Turska), uspodtavljaju Carstvo sa središtem u gradu Hattuša koje se širi sredozemnom obalom do Egipta. - kiklopsko zidanje od tesanika, relativna grubost plitkih reljefa (asirski utjecaj) i nekoliko samostojećih skulptura (egipatski utjecaj), karakterizira nepostojanje formalnih ukrasa i malo detalja. - Rad u metalu je primitivan, ali vrlo sugestivne stilizacije i apstrakcije. | - Hetiti, iz središnje Anatolije (današnja Turska), uspodtavljaju Carstvo sa središtem u gradu Hattuša koje se širi sredozemnom obalom do Egipta. - kiklopsko zidanje od tesanika, relativna grubost plitkih reljefa (asirski utjecaj) i nekoliko samostojećih skulptura (egipatski utjecaj), karakterizira nepostojanje formalnih ukrasa i malo detalja. - Rad u metalu je primitivan, ali vrlo sugestivne stilizacije i apstrakcije. | - Hetiti, iz središnje Anatolije (današnja Turska), uspodtavljaju Carstvo sa središtem u gradu Hattuša koje se širi sredozemnom obalom do Egipta. - kiklopsko zidanje od tesanika, relativna grubost plitkih reljefa (asirski utjecaj) i nekoliko samostojećih skulptura (egipatski utjecaj), karakterizira nepostojanje formalnih ukrasa i malo detalja. - Rad u metalu je primitivan, ali vrlo sugestivne stilizacije i apstrakcije. | - Hetiti, iz središnje Anatolije (današnja Turska), uspodtavljaju Carstvo sa središtem u gradu Hattuša koje se širi sredozemnom obalom do Egipta. - kiklopsko zidanje od tesanika, relativna grubost plitkih reljefa (asirski utjecaj) i nekoliko samostojećih skulptura (egipatski utjecaj), karakterizira nepostojanje formalnih ukrasa i malo detalja. - Rad u metalu je primitivan, ali vrlo sugestivne stilizacije i apstrakcije. | - Hetiti, iz središnje Anatolije (današnja Turska), uspodtavljaju Carstvo sa središtem u gradu Hattuša koje se širi sredozemnom obalom do Egipta. - kiklopsko zidanje od tesanika, relativna grubost plitkih reljefa (asirski utjecaj) i nekoliko samostojećih skulptura (egipatski utjecaj), karakterizira nepostojanje formalnih ukrasa i malo detalja. - Rad u metalu je primitivan, ali vrlo sugestivne stilizacije i apstrakcije. |
|                                 | Feničanska umjetnost           | Feničanska umjetnost           | Feničanska umjetnost           | - Feničani ili punski ljudi su Semiti koji su se smjestili na obali današnjeg Libanona (Tir, Sidon, Biblos) i proširili se Sedozemljem između 11. stoljeća pr. Kr. i 7. stoljeća pr. Kr. osnivanjem trgovačkih kolonija na jugu talijanskog poluotoka Sicilije i jugu Iberijskog poluotoka, te sjeverne Afrike gdje su osnovali koloniju Kartagu (koja se nastavila širiti do pomorskog carstva u zapadnom Sredozemlju u 3. stoljeću prije Krista i punskih ratova protiv Rima). - obrt i trgovina luksuznom robom (oružje, keramika, tekstil, bojila) jedrilicama po Mediteranu, pa čak i uz europske i afričke obale Atlantika. - Na nju utječu: staroegipatska umjetnost i mezopotamijska umjetnost, ali i egejska umjetnost te kasnije i starogrčka umjetnost na koju i ona utječe (Arhajsko razdoblje). | - Feničani ili punski ljudi su Semiti koji su se smjestili na obali današnjeg Libanona (Tir, Sidon, Biblos) i proširili se Sedozemljem između 11. stoljeća pr. Kr. i 7. stoljeća pr. Kr. osnivanjem trgovačkih kolonija na jugu talijanskog poluotoka Sicilije i jugu Iberijskog poluotoka, te sjeverne Afrike gdje su osnovali koloniju Kartagu (koja se nastavila širiti do pomorskog carstva u zapadnom Sredozemlju u 3. stoljeću prije Krista i punskih ratova protiv Rima). - obrt i trgovina luksuznom robom (oružje, keramika, tekstil, bojila) jedrilicama po Mediteranu, pa čak i uz europske i afričke obale Atlantika. - Na nju utječu: staroegipatska umjetnost i mezopotamijska umjetnost, ali i egejska umjetnost te kasnije i starogrčka umjetnost na koju i ona utječe (Arhajsko razdoblje). | - Feničani ili punski ljudi su Semiti koji su se smjestili na obali današnjeg Libanona (Tir, Sidon, Biblos) i proširili se Sedozemljem između 11. stoljeća pr. Kr. i 7. stoljeća pr. Kr. osnivanjem trgovačkih kolonija na jugu talijanskog poluotoka Sicilije i jugu Iberijskog poluotoka, te sjeverne Afrike gdje su osnovali koloniju Kartagu (koja se nastavila širiti do pomorskog carstva u zapadnom Sredozemlju u 3. stoljeću prije Krista i punskih ratova protiv Rima). - obrt i trgovina luksuznom robom (oružje, keramika, tekstil, bojila) jedrilicama po Mediteranu, pa čak i uz europske i afričke obale Atlantika. - Na nju utječu: staroegipatska umjetnost i mezopotamijska umjetnost, ali i egejska umjetnost te kasnije i starogrčka umjetnost na koju i ona utječe (Arhajsko razdoblje). | - Feničani ili punski ljudi su Semiti koji su se smjestili na obali današnjeg Libanona (Tir, Sidon, Biblos) i proširili se Sedozemljem između 11. stoljeća pr. Kr. i 7. stoljeća pr. Kr. osnivanjem trgovačkih kolonija na jugu talijanskog poluotoka Sicilije i jugu Iberijskog poluotoka, te sjeverne Afrike gdje su osnovali koloniju Kartagu (koja se nastavila širiti do pomorskog carstva u zapadnom Sredozemlju u 3. stoljeću prije Krista i punskih ratova protiv Rima). - obrt i trgovina luksuznom robom (oružje, keramika, tekstil, bojila) jedrilicama po Mediteranu, pa čak i uz europske i afričke obale Atlantika. - Na nju utječu: staroegipatska umjetnost i mezopotamijska umjetnost, ali i egejska umjetnost te kasnije i starogrčka umjetnost na koju i ona utječe (Arhajsko razdoblje). | - Feničani ili punski ljudi su Semiti koji su se smjestili na obali današnjeg Libanona (Tir, Sidon, Biblos) i proširili se Sedozemljem između 11. stoljeća pr. Kr. i 7. stoljeća pr. Kr. osnivanjem trgovačkih kolonija na jugu talijanskog poluotoka Sicilije i jugu Iberijskog poluotoka, te sjeverne Afrike gdje su osnovali koloniju Kartagu (koja se nastavila širiti do pomorskog carstva u zapadnom Sredozemlju u 3. stoljeću prije Krista i punskih ratova protiv Rima). - obrt i trgovina luksuznom robom (oružje, keramika, tekstil, bojila) jedrilicama po Mediteranu, pa čak i uz europske i afričke obale Atlantika. - Na nju utječu: staroegipatska umjetnost i mezopotamijska umjetnost, ali i egejska umjetnost te kasnije i starogrčka umjetnost na koju i ona utječe (Arhajsko razdoblje). | - Feničani ili punski ljudi su Semiti koji su se smjestili na obali današnjeg Libanona (Tir, Sidon, Biblos) i proširili se Sedozemljem između 11. stoljeća pr. Kr. i 7. stoljeća pr. Kr. osnivanjem trgovačkih kolonija na jugu talijanskog poluotoka Sicilije i jugu Iberijskog poluotoka, te sjeverne Afrike gdje su osnovali koloniju Kartagu (koja se nastavila širiti do pomorskog carstva u zapadnom Sredozemlju u 3. stoljeću prije Krista i punskih ratova protiv Rima). - obrt i trgovina luksuznom robom (oružje, keramika, tekstil, bojila) jedrilicama po Mediteranu, pa čak i uz europske i afričke obale Atlantika. - Na nju utječu: staroegipatska umjetnost i mezopotamijska umjetnost, ali i egejska umjetnost te kasnije i starogrčka umjetnost na koju i ona utječe (Arhajsko razdoblje). |
|                                 | Kraljevstvo Izrael             | Kraljevstvo Izrael             | Kraljevstvo Izrael             | - Povijesti drevnog Izraela je povijest semitskih nomada (Židovi ili Hebreji) koji se okupljaju i stvaraju kraljevstvo u sukobu s ljudima Kanana do kraja 2. tisućljećja pr. Kr. (Šaul, David, Salomon) - Prijestolnica Jeruzalem i Jeruzalemski hram, su glavni umjetnički i vjerski centar: monoteizam, sveta knjiga (Tora ili Biblija), zabrana idolopoklonstva (Sprečavanje bilo ljudskog ili životinjskog grafičkog prikaza). - Sukcesivno ih osvajaju Asirci, Babilonci, Perzijanci, Grci i Rimljani (od kada postaju prognanici i javlja se dijaspora). | - Povijesti drevnog Izraela je povijest semitskih nomada (Židovi ili Hebreji) koji se okupljaju i stvaraju kraljevstvo u sukobu s ljudima Kanana do kraja 2. tisućljećja pr. Kr. (Šaul, David, Salomon) - Prijestolnica Jeruzalem i Jeruzalemski hram, su glavni umjetnički i vjerski centar: monoteizam, sveta knjiga (Tora ili Biblija), zabrana idolopoklonstva (Sprečavanje bilo ljudskog ili životinjskog grafičkog prikaza). - Sukcesivno ih osvajaju Asirci, Babilonci, Perzijanci, Grci i Rimljani (od kada postaju prognanici i javlja se dijaspora). | - Povijesti drevnog Izraela je povijest semitskih nomada (Židovi ili Hebreji) koji se okupljaju i stvaraju kraljevstvo u sukobu s ljudima Kanana do kraja 2. tisućljećja pr. Kr. (Šaul, David, Salomon) - Prijestolnica Jeruzalem i Jeruzalemski hram, su glavni umjetnički i vjerski centar: monoteizam, sveta knjiga (Tora ili Biblija), zabrana idolopoklonstva (Sprečavanje bilo ljudskog ili životinjskog grafičkog prikaza). - Sukcesivno ih osvajaju Asirci, Babilonci, Perzijanci, Grci i Rimljani (od kada postaju prognanici i javlja se dijaspora). | - Povijesti drevnog Izraela je povijest semitskih nomada (Židovi ili Hebreji) koji se okupljaju i stvaraju kraljevstvo u sukobu s ljudima Kanana do kraja 2. tisućljećja pr. Kr. (Šaul, David, Salomon) - Prijestolnica Jeruzalem i Jeruzalemski hram, su glavni umjetnički i vjerski centar: monoteizam, sveta knjiga (Tora ili Biblija), zabrana idolopoklonstva (Sprečavanje bilo ljudskog ili životinjskog grafičkog prikaza). - Sukcesivno ih osvajaju Asirci, Babilonci, Perzijanci, Grci i Rimljani (od kada postaju prognanici i javlja se dijaspora). | - Povijesti drevnog Izraela je povijest semitskih nomada (Židovi ili Hebreji) koji se okupljaju i stvaraju kraljevstvo u sukobu s ljudima Kanana do kraja 2. tisućljećja pr. Kr. (Šaul, David, Salomon) - Prijestolnica Jeruzalem i Jeruzalemski hram, su glavni umjetnički i vjerski centar: monoteizam, sveta knjiga (Tora ili Biblija), zabrana idolopoklonstva (Sprečavanje bilo ljudskog ili životinjskog grafičkog prikaza). - Sukcesivno ih osvajaju Asirci, Babilonci, Perzijanci, Grci i Rimljani (od kada postaju prognanici i javlja se dijaspora). | - Povijesti drevnog Izraela je povijest semitskih nomada (Židovi ili Hebreji) koji se okupljaju i stvaraju kraljevstvo u sukobu s ljudima Kanana do kraja 2. tisućljećja pr. Kr. (Šaul, David, Salomon) - Prijestolnica Jeruzalem i Jeruzalemski hram, su glavni umjetnički i vjerski centar: monoteizam, sveta knjiga (Tora ili Biblija), zabrana idolopoklonstva (Sprečavanje bilo ljudskog ili životinjskog grafičkog prikaza). - Sukcesivno ih osvajaju Asirci, Babilonci, Perzijanci, Grci i Rimljani (od kada postaju prognanici i javlja se dijaspora). |
|                                 | Perzijska umjetnost            | Perzijska umjetnost            | Perzijska umjetnost            | - Medijsko Carstvo i Perzijsko Carstvo razvili civilizaciju između Mezopotamije, Indije, Srednje Azije i na Kavkazu, sušnom području prolaza nomadskih plemena koje odgovara današnjem Iranu. - Ukrasna nomadska umjetnost (oružje, brodovi) od drva, kosti ili metala. Stilizirane životinje, figurativne i organske apstrakcije. - Nakon dominacije Asiraca, osvojaju Babilon 539. pr. Kr. - Palača velikih razmjera (različiti utjecaji, svečanost i ponavljanje motiva - Perzepolis, Suza, Ekbatana), nepostojanje religiozne arhitekture, određuje se prema karakteristikama vjere, zoroastrizam. - Nadgrobna umjetnost: grobnice Nakš-e Rustama, Pasargad. - Kiparstvo povezano s arhitekturom (Behistunski natpisi). | - Medijsko Carstvo i Perzijsko Carstvo razvili civilizaciju između Mezopotamije, Indije, Srednje Azije i na Kavkazu, sušnom području prolaza nomadskih plemena koje odgovara današnjem Iranu. - Ukrasna nomadska umjetnost (oružje, brodovi) od drva, kosti ili metala. Stilizirane životinje, figurativne i organske apstrakcije. - Nakon dominacije Asiraca, osvojaju Babilon 539. pr. Kr. - Palača velikih razmjera (različiti utjecaji, svečanost i ponavljanje motiva - Perzepolis, Suza, Ekbatana), nepostojanje religiozne arhitekture, određuje se prema karakteristikama vjere, zoroastrizam. - Nadgrobna umjetnost: grobnice Nakš-e Rustama, Pasargad. - Kiparstvo povezano s arhitekturom (Behistunski natpisi). | - Medijsko Carstvo i Perzijsko Carstvo razvili civilizaciju između Mezopotamije, Indije, Srednje Azije i na Kavkazu, sušnom području prolaza nomadskih plemena koje odgovara današnjem Iranu. - Ukrasna nomadska umjetnost (oružje, brodovi) od drva, kosti ili metala. Stilizirane životinje, figurativne i organske apstrakcije. - Nakon dominacije Asiraca, osvojaju Babilon 539. pr. Kr. - Palača velikih razmjera (različiti utjecaji, svečanost i ponavljanje motiva - Perzepolis, Suza, Ekbatana), nepostojanje religiozne arhitekture, određuje se prema karakteristikama vjere, zoroastrizam. - Nadgrobna umjetnost: grobnice Nakš-e Rustama, Pasargad. - Kiparstvo povezano s arhitekturom (Behistunski natpisi). | - Medijsko Carstvo i Perzijsko Carstvo razvili civilizaciju između Mezopotamije, Indije, Srednje Azije i na Kavkazu, sušnom području prolaza nomadskih plemena koje odgovara današnjem Iranu. - Ukrasna nomadska umjetnost (oružje, brodovi) od drva, kosti ili metala. Stilizirane životinje, figurativne i organske apstrakcije. - Nakon dominacije Asiraca, osvojaju Babilon 539. pr. Kr. - Palača velikih razmjera (različiti utjecaji, svečanost i ponavljanje motiva - Perzepolis, Suza, Ekbatana), nepostojanje religiozne arhitekture, određuje se prema karakteristikama vjere, zoroastrizam. - Nadgrobna umjetnost: grobnice Nakš-e Rustama, Pasargad. - Kiparstvo povezano s arhitekturom (Behistunski natpisi). | - Medijsko Carstvo i Perzijsko Carstvo razvili civilizaciju između Mezopotamije, Indije, Srednje Azije i na Kavkazu, sušnom području prolaza nomadskih plemena koje odgovara današnjem Iranu. - Ukrasna nomadska umjetnost (oružje, brodovi) od drva, kosti ili metala. Stilizirane životinje, figurativne i organske apstrakcije. - Nakon dominacije Asiraca, osvojaju Babilon 539. pr. Kr. - Palača velikih razmjera (različiti utjecaji, svečanost i ponavljanje motiva - Perzepolis, Suza, Ekbatana), nepostojanje religiozne arhitekture, određuje se prema karakteristikama vjere, zoroastrizam. - Nadgrobna umjetnost: grobnice Nakš-e Rustama, Pasargad. - Kiparstvo povezano s arhitekturom (Behistunski natpisi). | - Medijsko Carstvo i Perzijsko Carstvo razvili civilizaciju između Mezopotamije, Indije, Srednje Azije i na Kavkazu, sušnom području prolaza nomadskih plemena koje odgovara današnjem Iranu. - Ukrasna nomadska umjetnost (oružje, brodovi) od drva, kosti ili metala. Stilizirane životinje, figurativne i organske apstrakcije. - Nakon dominacije Asiraca, osvojaju Babilon 539. pr. Kr. - Palača velikih razmjera (različiti utjecaji, svečanost i ponavljanje motiva - Perzepolis, Suza, Ekbatana), nepostojanje religiozne arhitekture, određuje se prema karakteristikama vjere, zoroastrizam. - Nadgrobna umjetnost: grobnice Nakš-e Rustama, Pasargad. - Kiparstvo povezano s arhitekturom (Behistunski natpisi). |
|                                 | Skitska umjetnost              | Skitska umjetnost              | Skitska umjetnost              | - Umjetnost naroda Skita koja je cvjetala od 4. do 1. st. pr. Kr. u zaleđu Crnog mora. - Uglavnom maleni prenosivi predmeti od kovine ili izrezbareni od drveta, zlata, srebra i bronce (oružje, nakit, posuđe, kultni predmeti, dijelovi konjske opreme i sl.) bogato su ukrašeni dekorativnim elementima (uglavnom životinjskim motivima) čija stilizacija predstavlja originalno povezivanje grčke i asirske umjetnosti, a po nekima i kineskog umjetničkog izraza. - Najstariji poznati vuneni tepih izrađen tehnikom uzlanja, svjedoči o trgovačkim vezama s Perzijom u doba Ahemenida. | - Umjetnost naroda Skita koja je cvjetala od 4. do 1. st. pr. Kr. u zaleđu Crnog mora. - Uglavnom maleni prenosivi predmeti od kovine ili izrezbareni od drveta, zlata, srebra i bronce (oružje, nakit, posuđe, kultni predmeti, dijelovi konjske opreme i sl.) bogato su ukrašeni dekorativnim elementima (uglavnom životinjskim motivima) čija stilizacija predstavlja originalno povezivanje grčke i asirske umjetnosti, a po nekima i kineskog umjetničkog izraza. - Najstariji poznati vuneni tepih izrađen tehnikom uzlanja, svjedoči o trgovačkim vezama s Perzijom u doba Ahemenida. | - Umjetnost naroda Skita koja je cvjetala od 4. do 1. st. pr. Kr. u zaleđu Crnog mora. - Uglavnom maleni prenosivi predmeti od kovine ili izrezbareni od drveta, zlata, srebra i bronce (oružje, nakit, posuđe, kultni predmeti, dijelovi konjske opreme i sl.) bogato su ukrašeni dekorativnim elementima (uglavnom životinjskim motivima) čija stilizacija predstavlja originalno povezivanje grčke i asirske umjetnosti, a po nekima i kineskog umjetničkog izraza. - Najstariji poznati vuneni tepih izrađen tehnikom uzlanja, svjedoči o trgovačkim vezama s Perzijom u doba Ahemenida. | - Umjetnost naroda Skita koja je cvjetala od 4. do 1. st. pr. Kr. u zaleđu Crnog mora. - Uglavnom maleni prenosivi predmeti od kovine ili izrezbareni od drveta, zlata, srebra i bronce (oružje, nakit, posuđe, kultni predmeti, dijelovi konjske opreme i sl.) bogato su ukrašeni dekorativnim elementima (uglavnom životinjskim motivima) čija stilizacija predstavlja originalno povezivanje grčke i asirske umjetnosti, a po nekima i kineskog umjetničkog izraza. - Najstariji poznati vuneni tepih izrađen tehnikom uzlanja, svjedoči o trgovačkim vezama s Perzijom u doba Ahemenida. | - Umjetnost naroda Skita koja je cvjetala od 4. do 1. st. pr. Kr. u zaleđu Crnog mora. - Uglavnom maleni prenosivi predmeti od kovine ili izrezbareni od drveta, zlata, srebra i bronce (oružje, nakit, posuđe, kultni predmeti, dijelovi konjske opreme i sl.) bogato su ukrašeni dekorativnim elementima (uglavnom životinjskim motivima) čija stilizacija predstavlja originalno povezivanje grčke i asirske umjetnosti, a po nekima i kineskog umjetničkog izraza. - Najstariji poznati vuneni tepih izrađen tehnikom uzlanja, svjedoči o trgovačkim vezama s Perzijom u doba Ahemenida. | - Umjetnost naroda Skita koja je cvjetala od 4. do 1. st. pr. Kr. u zaleđu Crnog mora. - Uglavnom maleni prenosivi predmeti od kovine ili izrezbareni od drveta, zlata, srebra i bronce (oružje, nakit, posuđe, kultni predmeti, dijelovi konjske opreme i sl.) bogato su ukrašeni dekorativnim elementima (uglavnom životinjskim motivima) čija stilizacija predstavlja originalno povezivanje grčke i asirske umjetnosti, a po nekima i kineskog umjetničkog izraza. - Najstariji poznati vuneni tepih izrađen tehnikom uzlanja, svjedoči o trgovačkim vezama s Perzijom u doba Ahemenida. |
|                                 | Predislamska arapska umjetnost | Predislamska arapska umjetnost | Predislamska arapska umjetnost | - Prije islama Arabija se razvijala kao civilizacija bez centralizirane države, među arapskim narodima neki su bili nomadi, a ostali su se smjestili u poljoprivrednim i urbanim područjima. Ujedinjenje je došlo s Islamom (7. stoljeće). - Utjecaj mezopotamske i perzijske umjetnosti (solarni hram Marib, grobnice Iako'in Saliha i Al Aina). Uz helenizaciju i rimsko osvajanje okolnih područja Arabije jačaju utjecaji grčko-rimske umjetnosti (Palmira, Petra). | - Prije islama Arabija se razvijala kao civilizacija bez centralizirane države, među arapskim narodima neki su bili nomadi, a ostali su se smjestili u poljoprivrednim i urbanim područjima. Ujedinjenje je došlo s Islamom (7. stoljeće). - Utjecaj mezopotamske i perzijske umjetnosti (solarni hram Marib, grobnice Iako'in Saliha i Al Aina). Uz helenizaciju i rimsko osvajanje okolnih područja Arabije jačaju utjecaji grčko-rimske umjetnosti (Palmira, Petra). | - Prije islama Arabija se razvijala kao civilizacija bez centralizirane države, među arapskim narodima neki su bili nomadi, a ostali su se smjestili u poljoprivrednim i urbanim područjima. Ujedinjenje je došlo s Islamom (7. stoljeće). - Utjecaj mezopotamske i perzijske umjetnosti (solarni hram Marib, grobnice Iako'in Saliha i Al Aina). Uz helenizaciju i rimsko osvajanje okolnih područja Arabije jačaju utjecaji grčko-rimske umjetnosti (Palmira, Petra). | - Prije islama Arabija se razvijala kao civilizacija bez centralizirane države, među arapskim narodima neki su bili nomadi, a ostali su se smjestili u poljoprivrednim i urbanim područjima. Ujedinjenje je došlo s Islamom (7. stoljeće). - Utjecaj mezopotamske i perzijske umjetnosti (solarni hram Marib, grobnice Iako'in Saliha i Al Aina). Uz helenizaciju i rimsko osvajanje okolnih područja Arabije jačaju utjecaji grčko-rimske umjetnosti (Palmira, Petra). | - Prije islama Arabija se razvijala kao civilizacija bez centralizirane države, među arapskim narodima neki su bili nomadi, a ostali su se smjestili u poljoprivrednim i urbanim područjima. Ujedinjenje je došlo s Islamom (7. stoljeće). - Utjecaj mezopotamske i perzijske umjetnosti (solarni hram Marib, grobnice Iako'in Saliha i Al Aina). Uz helenizaciju i rimsko osvajanje okolnih područja Arabije jačaju utjecaji grčko-rimske umjetnosti (Palmira, Petra). | - Prije islama Arabija se razvijala kao civilizacija bez centralizirane države, među arapskim narodima neki su bili nomadi, a ostali su se smjestili u poljoprivrednim i urbanim područjima. Ujedinjenje je došlo s Islamom (7. stoljeće). - Utjecaj mezopotamske i perzijske umjetnosti (solarni hram Marib, grobnice Iako'in Saliha i Al Aina). Uz helenizaciju i rimsko osvajanje okolnih područja Arabije jačaju utjecaji grčko-rimske umjetnosti (Palmira, Petra). |
| Egejska umjetnost               |                                |                                |                                | | | | | | |
|                                 | Cikladska kultura              | Cikladska kultura              | Cikladska kultura              | - Otočje Cikladi, brončano doba (2500. – 1600. pr. Kr.). - keramika (vaze, čaše, itd.) geometrijski ukrasi (ravne linije, krivulje, spirale). - Mali idoli od mramora sa sintetičkim linijama i istaknutim nosom. | - Otočje Cikladi, brončano doba (2500. – 1600. pr. Kr.). - keramika (vaze, čaše, itd.) geometrijski ukrasi (ravne linije, krivulje, spirale). - Mali idoli od mramora sa sintetičkim linijama i istaknutim nosom. | - Otočje Cikladi, brončano doba (2500. – 1600. pr. Kr.). - keramika (vaze, čaše, itd.) geometrijski ukrasi (ravne linije, krivulje, spirale). - Mali idoli od mramora sa sintetičkim linijama i istaknutim nosom. | - Otočje Cikladi, brončano doba (2500. – 1600. pr. Kr.). - keramika (vaze, čaše, itd.) geometrijski ukrasi (ravne linije, krivulje, spirale). - Mali idoli od mramora sa sintetičkim linijama i istaknutim nosom. | - Otočje Cikladi, brončano doba (2500. – 1600. pr. Kr.). - keramika (vaze, čaše, itd.) geometrijski ukrasi (ravne linije, krivulje, spirale). - Mali idoli od mramora sa sintetičkim linijama i istaknutim nosom. | - Otočje Cikladi, brončano doba (2500. – 1600. pr. Kr.). - keramika (vaze, čaše, itd.) geometrijski ukrasi (ravne linije, krivulje, spirale). - Mali idoli od mramora sa sintetičkim linijama i istaknutim nosom. |
|                                 | Minojska kultura               | Minojska kultura               | Minojska kultura               | - Na otoku Kreti u brončano doba (3. tisućljećje pr. Kr.) nastaje kretska kultura, poznata kao minojska po vladavini kralja Minosa i minotaurovom labirintu (identificiran s palačom grada Knosa). - Ukrasno zidno slikarstvo sklada i pokreta, živih boja i frontalnim prikazom povezano s arhitekturom palača neformalne i praktične arhitekture (labirint s dvorištima i različitim razinama). - Keramika, mala skulptura (male figure - glina i terakota), vaze. - Teme iz svakodnevnog života, životinjski (morski svijet) i vjerski (zavjetni i obredni komadi). | - Na otoku Kreti u brončano doba (3. tisućljećje pr. Kr.) nastaje kretska kultura, poznata kao minojska po vladavini kralja Minosa i minotaurovom labirintu (identificiran s palačom grada Knosa). - Ukrasno zidno slikarstvo sklada i pokreta, živih boja i frontalnim prikazom povezano s arhitekturom palača neformalne i praktične arhitekture (labirint s dvorištima i različitim razinama). - Keramika, mala skulptura (male figure - glina i terakota), vaze. - Teme iz svakodnevnog života, životinjski (morski svijet) i vjerski (zavjetni i obredni komadi). | - Na otoku Kreti u brončano doba (3. tisućljećje pr. Kr.) nastaje kretska kultura, poznata kao minojska po vladavini kralja Minosa i minotaurovom labirintu (identificiran s palačom grada Knosa). - Ukrasno zidno slikarstvo sklada i pokreta, živih boja i frontalnim prikazom povezano s arhitekturom palača neformalne i praktične arhitekture (labirint s dvorištima i različitim razinama). - Keramika, mala skulptura (male figure - glina i terakota), vaze. - Teme iz svakodnevnog života, životinjski (morski svijet) i vjerski (zavjetni i obredni komadi). | - Na otoku Kreti u brončano doba (3. tisućljećje pr. Kr.) nastaje kretska kultura, poznata kao minojska po vladavini kralja Minosa i minotaurovom labirintu (identificiran s palačom grada Knosa). - Ukrasno zidno slikarstvo sklada i pokreta, živih boja i frontalnim prikazom povezano s arhitekturom palača neformalne i praktične arhitekture (labirint s dvorištima i različitim razinama). - Keramika, mala skulptura (male figure - glina i terakota), vaze. - Teme iz svakodnevnog života, životinjski (morski svijet) i vjerski (zavjetni i obredni komadi). | - Na otoku Kreti u brončano doba (3. tisućljećje pr. Kr.) nastaje kretska kultura, poznata kao minojska po vladavini kralja Minosa i minotaurovom labirintu (identificiran s palačom grada Knosa). - Ukrasno zidno slikarstvo sklada i pokreta, živih boja i frontalnim prikazom povezano s arhitekturom palača neformalne i praktične arhitekture (labirint s dvorištima i različitim razinama). - Keramika, mala skulptura (male figure - glina i terakota), vaze. - Teme iz svakodnevnog života, životinjski (morski svijet) i vjerski (zavjetni i obredni komadi). | - Na otoku Kreti u brončano doba (3. tisućljećje pr. Kr.) nastaje kretska kultura, poznata kao minojska po vladavini kralja Minosa i minotaurovom labirintu (identificiran s palačom grada Knosa). - Ukrasno zidno slikarstvo sklada i pokreta, živih boja i frontalnim prikazom povezano s arhitekturom palača neformalne i praktične arhitekture (labirint s dvorištima i različitim razinama). - Keramika, mala skulptura (male figure - glina i terakota), vaze. - Teme iz svakodnevnog života, životinjski (morski svijet) i vjerski (zavjetni i obredni komadi). |
|                                 | Mikenska kultura               | Mikenska kultura               | Mikenska kultura               | - Ahajci u brončano doba osnivaju kulturu u području suvremene kontinentalne Grčke. - Glavni centar je Mikena, utjecajem minojske umjetnosti. Zidine Tirinta. - Monumentalna arhitektura monumental, slikarstvo vojne i narativne tematike bez lakoće minojske umjetnosti. | - Ahajci u brončano doba osnivaju kulturu u području suvremene kontinentalne Grčke. - Glavni centar je Mikena, utjecajem minojske umjetnosti. Zidine Tirinta. - Monumentalna arhitektura monumental, slikarstvo vojne i narativne tematike bez lakoće minojske umjetnosti. | - Ahajci u brončano doba osnivaju kulturu u području suvremene kontinentalne Grčke. - Glavni centar je Mikena, utjecajem minojske umjetnosti. Zidine Tirinta. - Monumentalna arhitektura monumental, slikarstvo vojne i narativne tematike bez lakoće minojske umjetnosti. | - Ahajci u brončano doba osnivaju kulturu u području suvremene kontinentalne Grčke. - Glavni centar je Mikena, utjecajem minojske umjetnosti. Zidine Tirinta. - Monumentalna arhitektura monumental, slikarstvo vojne i narativne tematike bez lakoće minojske umjetnosti. | - Ahajci u brončano doba osnivaju kulturu u području suvremene kontinentalne Grčke. - Glavni centar je Mikena, utjecajem minojske umjetnosti. Zidine Tirinta. - Monumentalna arhitektura monumental, slikarstvo vojne i narativne tematike bez lakoće minojske umjetnosti. | - Ahajci u brončano doba osnivaju kulturu u području suvremene kontinentalne Grčke. - Glavni centar je Mikena, utjecajem minojske umjetnosti. Zidine Tirinta. - Monumentalna arhitektura monumental, slikarstvo vojne i narativne tematike bez lakoće minojske umjetnosti. |
| Ostale drevne umjetnosti Europe |                                |                                |                                | | | | | | |
|                                 | Keltska umjetnost              | Keltska umjetnost              | Keltska umjetnost              | - Stil karakterističan narodima keltskog jezika u Srednjoj i Zapadnoj Europi (Njemačka, Francuska, središnja i sjeverna Španjolska), te na Britanskom otočju (Britanija i Irska), gdje su živjeli sve do srednjeg vijeka (Insularna umjetnost), U ostalim područjima je razvijen iz prapovijesne latenske kulture brončano doba, do rimskog osvajanja. | - Stil karakterističan narodima keltskog jezika u Srednjoj i Zapadnoj Europi (Njemačka, Francuska, središnja i sjeverna Španjolska), te na Britanskom otočju (Britanija i Irska), gdje su živjeli sve do srednjeg vijeka (Insularna umjetnost), U ostalim područjima je razvijen iz prapovijesne latenske kulture brončano doba, do rimskog osvajanja. | - Stil karakterističan narodima keltskog jezika u Srednjoj i Zapadnoj Europi (Njemačka, Francuska, središnja i sjeverna Španjolska), te na Britanskom otočju (Britanija i Irska), gdje su živjeli sve do srednjeg vijeka (Insularna umjetnost), U ostalim područjima je razvijen iz prapovijesne latenske kulture brončano doba, do rimskog osvajanja. | - Stil karakterističan narodima keltskog jezika u Srednjoj i Zapadnoj Europi (Njemačka, Francuska, središnja i sjeverna Španjolska), te na Britanskom otočju (Britanija i Irska), gdje su živjeli sve do srednjeg vijeka (Insularna umjetnost), U ostalim područjima je razvijen iz prapovijesne latenske kulture brončano doba, do rimskog osvajanja. | - Stil karakterističan narodima keltskog jezika u Srednjoj i Zapadnoj Europi (Njemačka, Francuska, središnja i sjeverna Španjolska), te na Britanskom otočju (Britanija i Irska), gdje su živjeli sve do srednjeg vijeka (Insularna umjetnost), U ostalim područjima je razvijen iz prapovijesne latenske kulture brončano doba, do rimskog osvajanja. | - Stil karakterističan narodima keltskog jezika u Srednjoj i Zapadnoj Europi (Njemačka, Francuska, središnja i sjeverna Španjolska), te na Britanskom otočju (Britanija i Irska), gdje su živjeli sve do srednjeg vijeka (Insularna umjetnost), U ostalim područjima je razvijen iz prapovijesne latenske kulture brončano doba, do rimskog osvajanja. |
|                                 | Germanska umjetnost            | Germanska umjetnost            | Germanska umjetnost            | - Karakterističan stil germanskih naroda koji se u ranom srednjem vijeku, u razdoblju migracije ili barbarske invazije (predromanika), transformira u njemačku umjetnost, što je početak srednjovjekovne umjetnosti. | - Karakterističan stil germanskih naroda koji se u ranom srednjem vijeku, u razdoblju migracije ili barbarske invazije (predromanika), transformira u njemačku umjetnost, što je početak srednjovjekovne umjetnosti. | - Karakterističan stil germanskih naroda koji se u ranom srednjem vijeku, u razdoblju migracije ili barbarske invazije (predromanika), transformira u njemačku umjetnost, što je početak srednjovjekovne umjetnosti. | - Karakterističan stil germanskih naroda koji se u ranom srednjem vijeku, u razdoblju migracije ili barbarske invazije (predromanika), transformira u njemačku umjetnost, što je početak srednjovjekovne umjetnosti. | - Karakterističan stil germanskih naroda koji se u ranom srednjem vijeku, u razdoblju migracije ili barbarske invazije (predromanika), transformira u njemačku umjetnost, što je početak srednjovjekovne umjetnosti. | - Karakterističan stil germanskih naroda koji se u ranom srednjem vijeku, u razdoblju migracije ili barbarske invazije (predromanika), transformira u njemačku umjetnost, što je početak srednjovjekovne umjetnosti. |
|                                 | Iberska kultura                | Iberska kultura                | Iberska kultura                | - Iberi su različito autohtono stanovništvo Iberijskog poluotoka, što isključuje Kelte (interijer i sjever), a koji su govorili predindoeuropskim jezikom, koji se odnosi na baskijski. Razvijaju svoje civilizacije u dodiru s kolonizatorimaa Grcima i Feničanima (Gadir - Cádiz, Qart Hadash - Cartagena). -Zavjetne skulpture i nadgrobni spomenici (Dama iz Elchea). | - Iberi su različito autohtono stanovništvo Iberijskog poluotoka, što isključuje Kelte (interijer i sjever), a koji su govorili predindoeuropskim jezikom, koji se odnosi na baskijski. Razvijaju svoje civilizacije u dodiru s kolonizatorimaa Grcima i Feničanima (Gadir - Cádiz, Qart Hadash - Cartagena). -Zavjetne skulpture i nadgrobni spomenici (Dama iz Elchea). | - Iberi su različito autohtono stanovništvo Iberijskog poluotoka, što isključuje Kelte (interijer i sjever), a koji su govorili predindoeuropskim jezikom, koji se odnosi na baskijski. Razvijaju svoje civilizacije u dodiru s kolonizatorimaa Grcima i Feničanima (Gadir - Cádiz, Qart Hadash - Cartagena). -Zavjetne skulpture i nadgrobni spomenici (Dama iz Elchea). | - Iberi su različito autohtono stanovništvo Iberijskog poluotoka, što isključuje Kelte (interijer i sjever), a koji su govorili predindoeuropskim jezikom, koji se odnosi na baskijski. Razvijaju svoje civilizacije u dodiru s kolonizatorimaa Grcima i Feničanima (Gadir - Cádiz, Qart Hadash - Cartagena). -Zavjetne skulpture i nadgrobni spomenici (Dama iz Elchea). | - Iberi su različito autohtono stanovništvo Iberijskog poluotoka, što isključuje Kelte (interijer i sjever), a koji su govorili predindoeuropskim jezikom, koji se odnosi na baskijski. Razvijaju svoje civilizacije u dodiru s kolonizatorimaa Grcima i Feničanima (Gadir - Cádiz, Qart Hadash - Cartagena). -Zavjetne skulpture i nadgrobni spomenici (Dama iz Elchea). | - Iberi su različito autohtono stanovništvo Iberijskog poluotoka, što isključuje Kelte (interijer i sjever), a koji su govorili predindoeuropskim jezikom, koji se odnosi na baskijski. Razvijaju svoje civilizacije u dodiru s kolonizatorimaa Grcima i Feničanima (Gadir - Cádiz, Qart Hadash - Cartagena). -Zavjetne skulpture i nadgrobni spomenici (Dama iz Elchea). |
|                                 | Etruščanska umjetnost          | Etruščanska umjetnost          | Etruščanska umjetnost          | - Etruščani razvijaju svoju civilizaciju u regiji Etrurija, sadašnja Toskana između devetog stoljeća pr. Kr. i drugog stoljeća pr. Kr. - Nadgrobna umjetnost, tumuli sa zidnim slikama (Monterozzi i Banditaccia), grobne urne, kiparstvo sarkofaga i poprsja. - Komadi u bronci (Kapitolijska vučica, Kimera iz Arezza) i terakoti, zlatarstvo. - Utjecaji arhajske Grčke (Apolon iz Veiija). - utvrđeni gradovi (Veii, Perugia, Volterra). | - Etruščani razvijaju svoju civilizaciju u regiji Etrurija, sadašnja Toskana između devetog stoljeća pr. Kr. i drugog stoljeća pr. Kr. - Nadgrobna umjetnost, tumuli sa zidnim slikama (Monterozzi i Banditaccia), grobne urne, kiparstvo sarkofaga i poprsja. - Komadi u bronci (Kapitolijska vučica, Kimera iz Arezza) i terakoti, zlatarstvo. - Utjecaji arhajske Grčke (Apolon iz Veiija). - utvrđeni gradovi (Veii, Perugia, Volterra). | - Etruščani razvijaju svoju civilizaciju u regiji Etrurija, sadašnja Toskana između devetog stoljeća pr. Kr. i drugog stoljeća pr. Kr. - Nadgrobna umjetnost, tumuli sa zidnim slikama (Monterozzi i Banditaccia), grobne urne, kiparstvo sarkofaga i poprsja. - Komadi u bronci (Kapitolijska vučica, Kimera iz Arezza) i terakoti, zlatarstvo. - Utjecaji arhajske Grčke (Apolon iz Veiija). - utvrđeni gradovi (Veii, Perugia, Volterra). | - Etruščani razvijaju svoju civilizaciju u regiji Etrurija, sadašnja Toskana između devetog stoljeća pr. Kr. i drugog stoljeća pr. Kr. - Nadgrobna umjetnost, tumuli sa zidnim slikama (Monterozzi i Banditaccia), grobne urne, kiparstvo sarkofaga i poprsja. - Komadi u bronci (Kapitolijska vučica, Kimera iz Arezza) i terakoti, zlatarstvo. - Utjecaji arhajske Grčke (Apolon iz Veiija). - utvrđeni gradovi (Veii, Perugia, Volterra). | - Etruščani razvijaju svoju civilizaciju u regiji Etrurija, sadašnja Toskana između devetog stoljeća pr. Kr. i drugog stoljeća pr. Kr. - Nadgrobna umjetnost, tumuli sa zidnim slikama (Monterozzi i Banditaccia), grobne urne, kiparstvo sarkofaga i poprsja. - Komadi u bronci (Kapitolijska vučica, Kimera iz Arezza) i terakoti, zlatarstvo. - Utjecaji arhajske Grčke (Apolon iz Veiija). - utvrđeni gradovi (Veii, Perugia, Volterra). | - Etruščani razvijaju svoju civilizaciju u regiji Etrurija, sadašnja Toskana između devetog stoljeća pr. Kr. i drugog stoljeća pr. Kr. - Nadgrobna umjetnost, tumuli sa zidnim slikama (Monterozzi i Banditaccia), grobne urne, kiparstvo sarkofaga i poprsja. - Komadi u bronci (Kapitolijska vučica, Kimera iz Arezza) i terakoti, zlatarstvo. - Utjecaji arhajske Grčke (Apolon iz Veiija). - utvrđeni gradovi (Veii, Perugia, Volterra). |

### Klasična umjetnost zapadne civilizacije
| Antička umjetnost |                       |                       |                       | | | | | | |
|                   | Starogrčka umjetnost  | Starogrčka umjetnost  | Starogrčka umjetnost  | - od 9. stoljeća pr. Kr. do 1. stoljeća (razdoblje Stare Grčke) na područjima gdje su obitavali Heleni. -Geometrijski stil keramika (vaze, amfore, itd.) geometrijski ukrasi raspoređenim u horizontalne trake (kao u mikenskom Palas stilu). - Arhajsko razdoblje; nastaje grčki hram od mramora - dorski red sa zabatom ispunjenim skulpturama. U kiparstvu staroegipatska umjetnost utječe na izgled Kourosa i Kora. U oslikavanju keramike geometrijska ornamentika se polako gubi, a osnovna tematika postaje mitologija, legende i prizori iz svakodnevnog života. Dinos vaza iz oko 580. pr. Kr. ima najstariji potpis na umjetničkom djelu u Europi. - Klasično razdoblje (490. – 336. pr. Kr.) - nastaje oblik grčkog polisa (agora i akropola) - Atenska akropola; razvijaju se grčki stilovi arhitekturi (dorski red - Partenon, jonski red - Erehtejon, korintski red - ) i starogrčko kazalište (Kazalište u Epidauru); U kiparstvu se slijedi grčki kanon proporcionalnih idealiziranih figura (Poliklet - Dorifor, Miron - Diskobol, Fidija - Zeusov kip u Olimpiji, Praksitel - Knidska Afrodita); U slikarstvu na keramici se pored plošnih, stiliziranih, crvenih likova na crnoj podlozi, javljaju i potpuno bijeli pogrebni lekiti s fluidnim crtežima krepkih linija. - Helenističko razdoblje (336. – 31. pr. Kr.) je vrijeme predimenzioniranja u arhitekturi (Mauzolej u Halikarnasu, Aleksandrijski svjetionik, Artemidin hram u Efezu, Pergamski oltar) i preambicioznosti u skulpturi (Lizip - Apoksiomen; Laokontova skupina, Nika sa Samotrake, Kolos s Roda), te iluzionizma u slikarstvu - Apel. | - od 9. stoljeća pr. Kr. do 1. stoljeća (razdoblje Stare Grčke) na područjima gdje su obitavali Heleni. -Geometrijski stil keramika (vaze, amfore, itd.) geometrijski ukrasi raspoređenim u horizontalne trake (kao u mikenskom Palas stilu). - Arhajsko razdoblje; nastaje grčki hram od mramora - dorski red sa zabatom ispunjenim skulpturama. U kiparstvu staroegipatska umjetnost utječe na izgled Kourosa i Kora. U oslikavanju keramike geometrijska ornamentika se polako gubi, a osnovna tematika postaje mitologija, legende i prizori iz svakodnevnog života. Dinos vaza iz oko 580. pr. Kr. ima najstariji potpis na umjetničkom djelu u Europi. - Klasično razdoblje (490. – 336. pr. Kr.) - nastaje oblik grčkog polisa (agora i akropola) - Atenska akropola; razvijaju se grčki stilovi arhitekturi (dorski red - Partenon, jonski red - Erehtejon, korintski red - ) i starogrčko kazalište (Kazalište u Epidauru); U kiparstvu se slijedi grčki kanon proporcionalnih idealiziranih figura (Poliklet - Dorifor, Miron - Diskobol, Fidija - Zeusov kip u Olimpiji, Praksitel - Knidska Afrodita); U slikarstvu na keramici se pored plošnih, stiliziranih, crvenih likova na crnoj podlozi, javljaju i potpuno bijeli pogrebni lekiti s fluidnim crtežima krepkih linija. - Helenističko razdoblje (336. – 31. pr. Kr.) je vrijeme predimenzioniranja u arhitekturi (Mauzolej u Halikarnasu, Aleksandrijski svjetionik, Artemidin hram u Efezu, Pergamski oltar) i preambicioznosti u skulpturi (Lizip - Apoksiomen; Laokontova skupina, Nika sa Samotrake, Kolos s Roda), te iluzionizma u slikarstvu - Apel. | - od 9. stoljeća pr. Kr. do 1. stoljeća (razdoblje Stare Grčke) na područjima gdje su obitavali Heleni. -Geometrijski stil keramika (vaze, amfore, itd.) geometrijski ukrasi raspoređenim u horizontalne trake (kao u mikenskom Palas stilu). - Arhajsko razdoblje; nastaje grčki hram od mramora - dorski red sa zabatom ispunjenim skulpturama. U kiparstvu staroegipatska umjetnost utječe na izgled Kourosa i Kora. U oslikavanju keramike geometrijska ornamentika se polako gubi, a osnovna tematika postaje mitologija, legende i prizori iz svakodnevnog života. Dinos vaza iz oko 580. pr. Kr. ima najstariji potpis na umjetničkom djelu u Europi. - Klasično razdoblje (490. – 336. pr. Kr.) - nastaje oblik grčkog polisa (agora i akropola) - Atenska akropola; razvijaju se grčki stilovi arhitekturi (dorski red - Partenon, jonski red - Erehtejon, korintski red - ) i starogrčko kazalište (Kazalište u Epidauru); U kiparstvu se slijedi grčki kanon proporcionalnih idealiziranih figura (Poliklet - Dorifor, Miron - Diskobol, Fidija - Zeusov kip u Olimpiji, Praksitel - Knidska Afrodita); U slikarstvu na keramici se pored plošnih, stiliziranih, crvenih likova na crnoj podlozi, javljaju i potpuno bijeli pogrebni lekiti s fluidnim crtežima krepkih linija. - Helenističko razdoblje (336. – 31. pr. Kr.) je vrijeme predimenzioniranja u arhitekturi (Mauzolej u Halikarnasu, Aleksandrijski svjetionik, Artemidin hram u Efezu, Pergamski oltar) i preambicioznosti u skulpturi (Lizip - Apoksiomen; Laokontova skupina, Nika sa Samotrake, Kolos s Roda), te iluzionizma u slikarstvu - Apel. | - od 9. stoljeća pr. Kr. do 1. stoljeća (razdoblje Stare Grčke) na područjima gdje su obitavali Heleni. -Geometrijski stil keramika (vaze, amfore, itd.) geometrijski ukrasi raspoređenim u horizontalne trake (kao u mikenskom Palas stilu). - Arhajsko razdoblje; nastaje grčki hram od mramora - dorski red sa zabatom ispunjenim skulpturama. U kiparstvu staroegipatska umjetnost utječe na izgled Kourosa i Kora. U oslikavanju keramike geometrijska ornamentika se polako gubi, a osnovna tematika postaje mitologija, legende i prizori iz svakodnevnog života. Dinos vaza iz oko 580. pr. Kr. ima najstariji potpis na umjetničkom djelu u Europi. - Klasično razdoblje (490. – 336. pr. Kr.) - nastaje oblik grčkog polisa (agora i akropola) - Atenska akropola; razvijaju se grčki stilovi arhitekturi (dorski red - Partenon, jonski red - Erehtejon, korintski red - ) i starogrčko kazalište (Kazalište u Epidauru); U kiparstvu se slijedi grčki kanon proporcionalnih idealiziranih figura (Poliklet - Dorifor, Miron - Diskobol, Fidija - Zeusov kip u Olimpiji, Praksitel - Knidska Afrodita); U slikarstvu na keramici se pored plošnih, stiliziranih, crvenih likova na crnoj podlozi, javljaju i potpuno bijeli pogrebni lekiti s fluidnim crtežima krepkih linija. - Helenističko razdoblje (336. – 31. pr. Kr.) je vrijeme predimenzioniranja u arhitekturi (Mauzolej u Halikarnasu, Aleksandrijski svjetionik, Artemidin hram u Efezu, Pergamski oltar) i preambicioznosti u skulpturi (Lizip - Apoksiomen; Laokontova skupina, Nika sa Samotrake, Kolos s Roda), te iluzionizma u slikarstvu - Apel. | - od 9. stoljeća pr. Kr. do 1. stoljeća (razdoblje Stare Grčke) na područjima gdje su obitavali Heleni. -Geometrijski stil keramika (vaze, amfore, itd.) geometrijski ukrasi raspoređenim u horizontalne trake (kao u mikenskom Palas stilu). - Arhajsko razdoblje; nastaje grčki hram od mramora - dorski red sa zabatom ispunjenim skulpturama. U kiparstvu staroegipatska umjetnost utječe na izgled Kourosa i Kora. U oslikavanju keramike geometrijska ornamentika se polako gubi, a osnovna tematika postaje mitologija, legende i prizori iz svakodnevnog života. Dinos vaza iz oko 580. pr. Kr. ima najstariji potpis na umjetničkom djelu u Europi. - Klasično razdoblje (490. – 336. pr. Kr.) - nastaje oblik grčkog polisa (agora i akropola) - Atenska akropola; razvijaju se grčki stilovi arhitekturi (dorski red - Partenon, jonski red - Erehtejon, korintski red - ) i starogrčko kazalište (Kazalište u Epidauru); U kiparstvu se slijedi grčki kanon proporcionalnih idealiziranih figura (Poliklet - Dorifor, Miron - Diskobol, Fidija - Zeusov kip u Olimpiji, Praksitel - Knidska Afrodita); U slikarstvu na keramici se pored plošnih, stiliziranih, crvenih likova na crnoj podlozi, javljaju i potpuno bijeli pogrebni lekiti s fluidnim crtežima krepkih linija. - Helenističko razdoblje (336. – 31. pr. Kr.) je vrijeme predimenzioniranja u arhitekturi (Mauzolej u Halikarnasu, Aleksandrijski svjetionik, Artemidin hram u Efezu, Pergamski oltar) i preambicioznosti u skulpturi (Lizip - Apoksiomen; Laokontova skupina, Nika sa Samotrake, Kolos s Roda), te iluzionizma u slikarstvu - Apel. | - od 9. stoljeća pr. Kr. do 1. stoljeća (razdoblje Stare Grčke) na područjima gdje su obitavali Heleni. -Geometrijski stil keramika (vaze, amfore, itd.) geometrijski ukrasi raspoređenim u horizontalne trake (kao u mikenskom Palas stilu). - Arhajsko razdoblje; nastaje grčki hram od mramora - dorski red sa zabatom ispunjenim skulpturama. U kiparstvu staroegipatska umjetnost utječe na izgled Kourosa i Kora. U oslikavanju keramike geometrijska ornamentika se polako gubi, a osnovna tematika postaje mitologija, legende i prizori iz svakodnevnog života. Dinos vaza iz oko 580. pr. Kr. ima najstariji potpis na umjetničkom djelu u Europi. - Klasično razdoblje (490. – 336. pr. Kr.) - nastaje oblik grčkog polisa (agora i akropola) - Atenska akropola; razvijaju se grčki stilovi arhitekturi (dorski red - Partenon, jonski red - Erehtejon, korintski red - ) i starogrčko kazalište (Kazalište u Epidauru); U kiparstvu se slijedi grčki kanon proporcionalnih idealiziranih figura (Poliklet - Dorifor, Miron - Diskobol, Fidija - Zeusov kip u Olimpiji, Praksitel - Knidska Afrodita); U slikarstvu na keramici se pored plošnih, stiliziranih, crvenih likova na crnoj podlozi, javljaju i potpuno bijeli pogrebni lekiti s fluidnim crtežima krepkih linija. - Helenističko razdoblje (336. – 31. pr. Kr.) je vrijeme predimenzioniranja u arhitekturi (Mauzolej u Halikarnasu, Aleksandrijski svjetionik, Artemidin hram u Efezu, Pergamski oltar) i preambicioznosti u skulpturi (Lizip - Apoksiomen; Laokontova skupina, Nika sa Samotrake, Kolos s Roda), te iluzionizma u slikarstvu - Apel. |
|                   | Starorimska umjetnost | Starorimska umjetnost | Starorimska umjetnost | - Starogrčka umjetnost i etruščanska umjetnost snažno utječu na prvo razdoblje (9. st. do 27. pr. Kr.), što se moće vidjeti u slikarstvu (Pompeji, Villa del Casale) ili skulpturi gdje se javlja originalni rimski portret; tada nastaje urbanizacija pravilne mreže gradskih ulica oko središnjeg trga (rimski forum) i monumentalna arhitektura (rimski hram) - Gradnja velikih originalnih kamenih građevina vrhunac doživljava u drugom, carskom razdoblju (27. pr. Kr.- 3. stoljeća) kada se grade (Hadrijanova vila, Panteon u Rimu, Anđeoska tvrđava, Kolosej, Karakaline terme, Dioklecijanova palača), poput spomenika koji slave careve (Ara Pacis, Trajanov stup, Konstantinov slavoluk); Slikarstvo razvija kjaroskuro i portrete - Treće, kasnoantičko razdoblje obilježava prodiranje kršćanstva i gubitak klasičnih ideala (Ranokršćanska Crkva). | - Starogrčka umjetnost i etruščanska umjetnost snažno utječu na prvo razdoblje (9. st. do 27. pr. Kr.), što se moće vidjeti u slikarstvu (Pompeji, Villa del Casale) ili skulpturi gdje se javlja originalni rimski portret; tada nastaje urbanizacija pravilne mreže gradskih ulica oko središnjeg trga (rimski forum) i monumentalna arhitektura (rimski hram) - Gradnja velikih originalnih kamenih građevina vrhunac doživljava u drugom, carskom razdoblju (27. pr. Kr.- 3. stoljeća) kada se grade (Hadrijanova vila, Panteon u Rimu, Anđeoska tvrđava, Kolosej, Karakaline terme, Dioklecijanova palača), poput spomenika koji slave careve (Ara Pacis, Trajanov stup, Konstantinov slavoluk); Slikarstvo razvija kjaroskuro i portrete - Treće, kasnoantičko razdoblje obilježava prodiranje kršćanstva i gubitak klasičnih ideala (Ranokršćanska Crkva). | - Starogrčka umjetnost i etruščanska umjetnost snažno utječu na prvo razdoblje (9. st. do 27. pr. Kr.), što se moće vidjeti u slikarstvu (Pompeji, Villa del Casale) ili skulpturi gdje se javlja originalni rimski portret; tada nastaje urbanizacija pravilne mreže gradskih ulica oko središnjeg trga (rimski forum) i monumentalna arhitektura (rimski hram) - Gradnja velikih originalnih kamenih građevina vrhunac doživljava u drugom, carskom razdoblju (27. pr. Kr.- 3. stoljeća) kada se grade (Hadrijanova vila, Panteon u Rimu, Anđeoska tvrđava, Kolosej, Karakaline terme, Dioklecijanova palača), poput spomenika koji slave careve (Ara Pacis, Trajanov stup, Konstantinov slavoluk); Slikarstvo razvija kjaroskuro i portrete - Treće, kasnoantičko razdoblje obilježava prodiranje kršćanstva i gubitak klasičnih ideala (Ranokršćanska Crkva). | - Starogrčka umjetnost i etruščanska umjetnost snažno utječu na prvo razdoblje (9. st. do 27. pr. Kr.), što se moće vidjeti u slikarstvu (Pompeji, Villa del Casale) ili skulpturi gdje se javlja originalni rimski portret; tada nastaje urbanizacija pravilne mreže gradskih ulica oko središnjeg trga (rimski forum) i monumentalna arhitektura (rimski hram) - Gradnja velikih originalnih kamenih građevina vrhunac doživljava u drugom, carskom razdoblju (27. pr. Kr.- 3. stoljeća) kada se grade (Hadrijanova vila, Panteon u Rimu, Anđeoska tvrđava, Kolosej, Karakaline terme, Dioklecijanova palača), poput spomenika koji slave careve (Ara Pacis, Trajanov stup, Konstantinov slavoluk); Slikarstvo razvija kjaroskuro i portrete - Treće, kasnoantičko razdoblje obilježava prodiranje kršćanstva i gubitak klasičnih ideala (Ranokršćanska Crkva). | - Starogrčka umjetnost i etruščanska umjetnost snažno utječu na prvo razdoblje (9. st. do 27. pr. Kr.), što se moće vidjeti u slikarstvu (Pompeji, Villa del Casale) ili skulpturi gdje se javlja originalni rimski portret; tada nastaje urbanizacija pravilne mreže gradskih ulica oko središnjeg trga (rimski forum) i monumentalna arhitektura (rimski hram) - Gradnja velikih originalnih kamenih građevina vrhunac doživljava u drugom, carskom razdoblju (27. pr. Kr.- 3. stoljeća) kada se grade (Hadrijanova vila, Panteon u Rimu, Anđeoska tvrđava, Kolosej, Karakaline terme, Dioklecijanova palača), poput spomenika koji slave careve (Ara Pacis, Trajanov stup, Konstantinov slavoluk); Slikarstvo razvija kjaroskuro i portrete - Treće, kasnoantičko razdoblje obilježava prodiranje kršćanstva i gubitak klasičnih ideala (Ranokršćanska Crkva). | - Starogrčka umjetnost i etruščanska umjetnost snažno utječu na prvo razdoblje (9. st. do 27. pr. Kr.), što se moće vidjeti u slikarstvu (Pompeji, Villa del Casale) ili skulpturi gdje se javlja originalni rimski portret; tada nastaje urbanizacija pravilne mreže gradskih ulica oko središnjeg trga (rimski forum) i monumentalna arhitektura (rimski hram) - Gradnja velikih originalnih kamenih građevina vrhunac doživljava u drugom, carskom razdoblju (27. pr. Kr.- 3. stoljeća) kada se grade (Hadrijanova vila, Panteon u Rimu, Anđeoska tvrđava, Kolosej, Karakaline terme, Dioklecijanova palača), poput spomenika koji slave careve (Ara Pacis, Trajanov stup, Konstantinov slavoluk); Slikarstvo razvija kjaroskuro i portrete - Treće, kasnoantičko razdoblje obilježava prodiranje kršćanstva i gubitak klasičnih ideala (Ranokršćanska Crkva). |

### Stara umjetnost drugih civilizacija
| Stara Indijska umjetnost        |                          |                          |                          | | | | | | |
|                                 | Indija                   | Indija                   | Indija                   | - Civilizacija Doline Inda (Mohendžo Daro) stvora kulturni supstrat na kojem će kasnije Arijevci (Indoeuropski narod) uvesti religiju i vedsku književnost, iz čega će nastati hinduizam i budizam. - Utjecaj kontakata s perzijskom civilizacijom (6. stoljeće pr. Kr.) i helenizam (4. stoljeće pr. Kr.) osjeća se u sljedećim razdobljima: - Maurijsko Carstvo (kralj Ašoka, koji je zapovijedao izgradnju 84.000 budističkih stupa (Sanchi) i dao zapisati svoje edikte na stelama (stambha) širom svog carstva; Ašokin kotač je od tada nacionalni simbol Indije.). - Gandara stil (Indo-Grčki stil) skulptura. - Lokalni Mathura stil zakrivljenih linija. - Gupta razdoblje je vrijeme nadmoći hinduizma (nastaje indijski hram), iako su i druge religije bile tolerirane. Reljefi uravnoteženi i nasmijana lica (Špiljski hramovi u Ajanti). | - Civilizacija Doline Inda (Mohendžo Daro) stvora kulturni supstrat na kojem će kasnije Arijevci (Indoeuropski narod) uvesti religiju i vedsku književnost, iz čega će nastati hinduizam i budizam. - Utjecaj kontakata s perzijskom civilizacijom (6. stoljeće pr. Kr.) i helenizam (4. stoljeće pr. Kr.) osjeća se u sljedećim razdobljima: - Maurijsko Carstvo (kralj Ašoka, koji je zapovijedao izgradnju 84.000 budističkih stupa (Sanchi) i dao zapisati svoje edikte na stelama (stambha) širom svog carstva; Ašokin kotač je od tada nacionalni simbol Indije.). - Gandara stil (Indo-Grčki stil) skulptura. - Lokalni Mathura stil zakrivljenih linija. - Gupta razdoblje je vrijeme nadmoći hinduizma (nastaje indijski hram), iako su i druge religije bile tolerirane. Reljefi uravnoteženi i nasmijana lica (Špiljski hramovi u Ajanti). | - Civilizacija Doline Inda (Mohendžo Daro) stvora kulturni supstrat na kojem će kasnije Arijevci (Indoeuropski narod) uvesti religiju i vedsku književnost, iz čega će nastati hinduizam i budizam. - Utjecaj kontakata s perzijskom civilizacijom (6. stoljeće pr. Kr.) i helenizam (4. stoljeće pr. Kr.) osjeća se u sljedećim razdobljima: - Maurijsko Carstvo (kralj Ašoka, koji je zapovijedao izgradnju 84.000 budističkih stupa (Sanchi) i dao zapisati svoje edikte na stelama (stambha) širom svog carstva; Ašokin kotač je od tada nacionalni simbol Indije.). - Gandara stil (Indo-Grčki stil) skulptura. - Lokalni Mathura stil zakrivljenih linija. - Gupta razdoblje je vrijeme nadmoći hinduizma (nastaje indijski hram), iako su i druge religije bile tolerirane. Reljefi uravnoteženi i nasmijana lica (Špiljski hramovi u Ajanti). | - Civilizacija Doline Inda (Mohendžo Daro) stvora kulturni supstrat na kojem će kasnije Arijevci (Indoeuropski narod) uvesti religiju i vedsku književnost, iz čega će nastati hinduizam i budizam. - Utjecaj kontakata s perzijskom civilizacijom (6. stoljeće pr. Kr.) i helenizam (4. stoljeće pr. Kr.) osjeća se u sljedećim razdobljima: - Maurijsko Carstvo (kralj Ašoka, koji je zapovijedao izgradnju 84.000 budističkih stupa (Sanchi) i dao zapisati svoje edikte na stelama (stambha) širom svog carstva; Ašokin kotač je od tada nacionalni simbol Indije.). - Gandara stil (Indo-Grčki stil) skulptura. - Lokalni Mathura stil zakrivljenih linija. - Gupta razdoblje je vrijeme nadmoći hinduizma (nastaje indijski hram), iako su i druge religije bile tolerirane. Reljefi uravnoteženi i nasmijana lica (Špiljski hramovi u Ajanti). | - Civilizacija Doline Inda (Mohendžo Daro) stvora kulturni supstrat na kojem će kasnije Arijevci (Indoeuropski narod) uvesti religiju i vedsku književnost, iz čega će nastati hinduizam i budizam. - Utjecaj kontakata s perzijskom civilizacijom (6. stoljeće pr. Kr.) i helenizam (4. stoljeće pr. Kr.) osjeća se u sljedećim razdobljima: - Maurijsko Carstvo (kralj Ašoka, koji je zapovijedao izgradnju 84.000 budističkih stupa (Sanchi) i dao zapisati svoje edikte na stelama (stambha) širom svog carstva; Ašokin kotač je od tada nacionalni simbol Indije.). - Gandara stil (Indo-Grčki stil) skulptura. - Lokalni Mathura stil zakrivljenih linija. - Gupta razdoblje je vrijeme nadmoći hinduizma (nastaje indijski hram), iako su i druge religije bile tolerirane. Reljefi uravnoteženi i nasmijana lica (Špiljski hramovi u Ajanti). | - Civilizacija Doline Inda (Mohendžo Daro) stvora kulturni supstrat na kojem će kasnije Arijevci (Indoeuropski narod) uvesti religiju i vedsku književnost, iz čega će nastati hinduizam i budizam. - Utjecaj kontakata s perzijskom civilizacijom (6. stoljeće pr. Kr.) i helenizam (4. stoljeće pr. Kr.) osjeća se u sljedećim razdobljima: - Maurijsko Carstvo (kralj Ašoka, koji je zapovijedao izgradnju 84.000 budističkih stupa (Sanchi) i dao zapisati svoje edikte na stelama (stambha) širom svog carstva; Ašokin kotač je od tada nacionalni simbol Indije.). - Gandara stil (Indo-Grčki stil) skulptura. - Lokalni Mathura stil zakrivljenih linija. - Gupta razdoblje je vrijeme nadmoći hinduizma (nastaje indijski hram), iako su i druge religije bile tolerirane. Reljefi uravnoteženi i nasmijana lica (Špiljski hramovi u Ajanti). |
| Umjetnost starog Dalekog istoka |                          |                          |                          | | | | | | |
|                                 | Stara kineska umjetnost  | Stara kineska umjetnost  | Stara kineska umjetnost  | - Kineska civilizacija je rođena u šumovitim ravnicama između rijeka Huang He („Žuta rijeka”) i Jangce („Duga rijeka”). - Dinastija Chou (1046. pr. Kr.–256. pr. Kr.) uspostavlja dinastijski sustav povijesti u kojem je lik cara Kine prima i mora poštovati nebeski mandat. - religijske tradicije animizma postaju krut moralni sustav štovanja predaka s konfucijanizmom u šestom stoljeću pr. Kr., koji je čak i ojačan dodatkom filozofije taoizma i političke podjele u razdoblju zaraćenih država, Kinu ponovno ujedinjuju dinastija Qin i dinastija Han. - Kina prima budizam preko puta svile iz Indije između 2. stoljeća pr. Kr. i 1. stoljeća, što objašnjava širenje prikaza Bude. Kina će proširiti zen budizam na Japan. - Kineska arhitektura se javlja u pokvarljivim materijalima koji su bili podvrgnuti stalnom održavanju; originalni sustav konzola na široko razmaknutim stupovima koji su činili pravokutni tlocrt jasnih linija i raskošno ukrašenim krovovima. - Očuvaniji su primjeri skulptura (vojska terakota) i obradu metala (brončane posude ding) i drago kamenje (žad). - većina slikarstva kojeje sačuvano je iz kasnijeg razdoblja, ali uključuje razvoj u antičko doba. - monumentalni građevinski projekti: Kineski zid i Veliki kanal. | - Kineska civilizacija je rođena u šumovitim ravnicama između rijeka Huang He („Žuta rijeka”) i Jangce („Duga rijeka”). - Dinastija Chou (1046. pr. Kr.–256. pr. Kr.) uspostavlja dinastijski sustav povijesti u kojem je lik cara Kine prima i mora poštovati nebeski mandat. - religijske tradicije animizma postaju krut moralni sustav štovanja predaka s konfucijanizmom u šestom stoljeću pr. Kr., koji je čak i ojačan dodatkom filozofije taoizma i političke podjele u razdoblju zaraćenih država, Kinu ponovno ujedinjuju dinastija Qin i dinastija Han. - Kina prima budizam preko puta svile iz Indije između 2. stoljeća pr. Kr. i 1. stoljeća, što objašnjava širenje prikaza Bude. Kina će proširiti zen budizam na Japan. - Kineska arhitektura se javlja u pokvarljivim materijalima koji su bili podvrgnuti stalnom održavanju; originalni sustav konzola na široko razmaknutim stupovima koji su činili pravokutni tlocrt jasnih linija i raskošno ukrašenim krovovima. - Očuvaniji su primjeri skulptura (vojska terakota) i obradu metala (brončane posude ding) i drago kamenje (žad). - većina slikarstva kojeje sačuvano je iz kasnijeg razdoblja, ali uključuje razvoj u antičko doba. - monumentalni građevinski projekti: Kineski zid i Veliki kanal. | - Kineska civilizacija je rođena u šumovitim ravnicama između rijeka Huang He („Žuta rijeka”) i Jangce („Duga rijeka”). - Dinastija Chou (1046. pr. Kr.–256. pr. Kr.) uspostavlja dinastijski sustav povijesti u kojem je lik cara Kine prima i mora poštovati nebeski mandat. - religijske tradicije animizma postaju krut moralni sustav štovanja predaka s konfucijanizmom u šestom stoljeću pr. Kr., koji je čak i ojačan dodatkom filozofije taoizma i političke podjele u razdoblju zaraćenih država, Kinu ponovno ujedinjuju dinastija Qin i dinastija Han. - Kina prima budizam preko puta svile iz Indije između 2. stoljeća pr. Kr. i 1. stoljeća, što objašnjava širenje prikaza Bude. Kina će proširiti zen budizam na Japan. - Kineska arhitektura se javlja u pokvarljivim materijalima koji su bili podvrgnuti stalnom održavanju; originalni sustav konzola na široko razmaknutim stupovima koji su činili pravokutni tlocrt jasnih linija i raskošno ukrašenim krovovima. - Očuvaniji su primjeri skulptura (vojska terakota) i obradu metala (brončane posude ding) i drago kamenje (žad). - većina slikarstva kojeje sačuvano je iz kasnijeg razdoblja, ali uključuje razvoj u antičko doba. - monumentalni građevinski projekti: Kineski zid i Veliki kanal. | - Kineska civilizacija je rođena u šumovitim ravnicama između rijeka Huang He („Žuta rijeka”) i Jangce („Duga rijeka”). - Dinastija Chou (1046. pr. Kr.–256. pr. Kr.) uspostavlja dinastijski sustav povijesti u kojem je lik cara Kine prima i mora poštovati nebeski mandat. - religijske tradicije animizma postaju krut moralni sustav štovanja predaka s konfucijanizmom u šestom stoljeću pr. Kr., koji je čak i ojačan dodatkom filozofije taoizma i političke podjele u razdoblju zaraćenih država, Kinu ponovno ujedinjuju dinastija Qin i dinastija Han. - Kina prima budizam preko puta svile iz Indije između 2. stoljeća pr. Kr. i 1. stoljeća, što objašnjava širenje prikaza Bude. Kina će proširiti zen budizam na Japan. - Kineska arhitektura se javlja u pokvarljivim materijalima koji su bili podvrgnuti stalnom održavanju; originalni sustav konzola na široko razmaknutim stupovima koji su činili pravokutni tlocrt jasnih linija i raskošno ukrašenim krovovima. - Očuvaniji su primjeri skulptura (vojska terakota) i obradu metala (brončane posude ding) i drago kamenje (žad). - većina slikarstva kojeje sačuvano je iz kasnijeg razdoblja, ali uključuje razvoj u antičko doba. - monumentalni građevinski projekti: Kineski zid i Veliki kanal. | - Kineska civilizacija je rođena u šumovitim ravnicama između rijeka Huang He („Žuta rijeka”) i Jangce („Duga rijeka”). - Dinastija Chou (1046. pr. Kr.–256. pr. Kr.) uspostavlja dinastijski sustav povijesti u kojem je lik cara Kine prima i mora poštovati nebeski mandat. - religijske tradicije animizma postaju krut moralni sustav štovanja predaka s konfucijanizmom u šestom stoljeću pr. Kr., koji je čak i ojačan dodatkom filozofije taoizma i političke podjele u razdoblju zaraćenih država, Kinu ponovno ujedinjuju dinastija Qin i dinastija Han. - Kina prima budizam preko puta svile iz Indije između 2. stoljeća pr. Kr. i 1. stoljeća, što objašnjava širenje prikaza Bude. Kina će proširiti zen budizam na Japan. - Kineska arhitektura se javlja u pokvarljivim materijalima koji su bili podvrgnuti stalnom održavanju; originalni sustav konzola na široko razmaknutim stupovima koji su činili pravokutni tlocrt jasnih linija i raskošno ukrašenim krovovima. - Očuvaniji su primjeri skulptura (vojska terakota) i obradu metala (brončane posude ding) i drago kamenje (žad). - većina slikarstva kojeje sačuvano je iz kasnijeg razdoblja, ali uključuje razvoj u antičko doba. - monumentalni građevinski projekti: Kineski zid i Veliki kanal. | - Kineska civilizacija je rođena u šumovitim ravnicama između rijeka Huang He („Žuta rijeka”) i Jangce („Duga rijeka”). - Dinastija Chou (1046. pr. Kr.–256. pr. Kr.) uspostavlja dinastijski sustav povijesti u kojem je lik cara Kine prima i mora poštovati nebeski mandat. - religijske tradicije animizma postaju krut moralni sustav štovanja predaka s konfucijanizmom u šestom stoljeću pr. Kr., koji je čak i ojačan dodatkom filozofije taoizma i političke podjele u razdoblju zaraćenih država, Kinu ponovno ujedinjuju dinastija Qin i dinastija Han. - Kina prima budizam preko puta svile iz Indije između 2. stoljeća pr. Kr. i 1. stoljeća, što objašnjava širenje prikaza Bude. Kina će proširiti zen budizam na Japan. - Kineska arhitektura se javlja u pokvarljivim materijalima koji su bili podvrgnuti stalnom održavanju; originalni sustav konzola na široko razmaknutim stupovima koji su činili pravokutni tlocrt jasnih linija i raskošno ukrašenim krovovima. - Očuvaniji su primjeri skulptura (vojska terakota) i obradu metala (brončane posude ding) i drago kamenje (žad). - većina slikarstva kojeje sačuvano je iz kasnijeg razdoblja, ali uključuje razvoj u antičko doba. - monumentalni građevinski projekti: Kineski zid i Veliki kanal. |
|                                 | Stara japanska umjetnost | Stara japanska umjetnost | Stara japanska umjetnost | -Japansko otočje je područje gdje su Japanci stvorili svoju kulturu na temelju proizvodnje riže malih seljačkih gospodarstava usko povezanih s prirodnim okolišem, izraženo u animističkoj religiji (šintoizam) koja je naknadno primila budistički utjecaj (zen). Državna politička struktura proživljava oscilirajuću povijest između decentralizacije i imperijalnih tendencija. - Razdoblje Yayoi (oko 200. pr. Kr. - 200.) obilježavaju velike grobnice, što nastavlja kofunsko razdoblje careva Ōjina (200. – 310.) i Nintokua (310. – 399.) s raskošnom umjetnošću terakota figura (haniva) i slikarstvom u grobnicama otoka Kyushu (5. – 6. st.) - U razdoblju Nara (710. – 784.) jača centralizirano carsko središte (grad Nara), a pod kineskim utjecajem razvija se umjetnost i književnost. - Preseljenjem prijestolnice u Kyoto (794. – 1192.) započinje najplodnije klasično doba japanske dvorske kulture. | -Japansko otočje je područje gdje su Japanci stvorili svoju kulturu na temelju proizvodnje riže malih seljačkih gospodarstava usko povezanih s prirodnim okolišem, izraženo u animističkoj religiji (šintoizam) koja je naknadno primila budistički utjecaj (zen). Državna politička struktura proživljava oscilirajuću povijest između decentralizacije i imperijalnih tendencija. - Razdoblje Yayoi (oko 200. pr. Kr. - 200.) obilježavaju velike grobnice, što nastavlja kofunsko razdoblje careva Ōjina (200. – 310.) i Nintokua (310. – 399.) s raskošnom umjetnošću terakota figura (haniva) i slikarstvom u grobnicama otoka Kyushu (5. – 6. st.) - U razdoblju Nara (710. – 784.) jača centralizirano carsko središte (grad Nara), a pod kineskim utjecajem razvija se umjetnost i književnost. - Preseljenjem prijestolnice u Kyoto (794. – 1192.) započinje najplodnije klasično doba japanske dvorske kulture. | -Japansko otočje je područje gdje su Japanci stvorili svoju kulturu na temelju proizvodnje riže malih seljačkih gospodarstava usko povezanih s prirodnim okolišem, izraženo u animističkoj religiji (šintoizam) koja je naknadno primila budistički utjecaj (zen). Državna politička struktura proživljava oscilirajuću povijest između decentralizacije i imperijalnih tendencija. - Razdoblje Yayoi (oko 200. pr. Kr. - 200.) obilježavaju velike grobnice, što nastavlja kofunsko razdoblje careva Ōjina (200. – 310.) i Nintokua (310. – 399.) s raskošnom umjetnošću terakota figura (haniva) i slikarstvom u grobnicama otoka Kyushu (5. – 6. st.) - U razdoblju Nara (710. – 784.) jača centralizirano carsko središte (grad Nara), a pod kineskim utjecajem razvija se umjetnost i književnost. - Preseljenjem prijestolnice u Kyoto (794. – 1192.) započinje najplodnije klasično doba japanske dvorske kulture. | -Japansko otočje je područje gdje su Japanci stvorili svoju kulturu na temelju proizvodnje riže malih seljačkih gospodarstava usko povezanih s prirodnim okolišem, izraženo u animističkoj religiji (šintoizam) koja je naknadno primila budistički utjecaj (zen). Državna politička struktura proživljava oscilirajuću povijest između decentralizacije i imperijalnih tendencija. - Razdoblje Yayoi (oko 200. pr. Kr. - 200.) obilježavaju velike grobnice, što nastavlja kofunsko razdoblje careva Ōjina (200. – 310.) i Nintokua (310. – 399.) s raskošnom umjetnošću terakota figura (haniva) i slikarstvom u grobnicama otoka Kyushu (5. – 6. st.) - U razdoblju Nara (710. – 784.) jača centralizirano carsko središte (grad Nara), a pod kineskim utjecajem razvija se umjetnost i književnost. - Preseljenjem prijestolnice u Kyoto (794. – 1192.) započinje najplodnije klasično doba japanske dvorske kulture. | -Japansko otočje je područje gdje su Japanci stvorili svoju kulturu na temelju proizvodnje riže malih seljačkih gospodarstava usko povezanih s prirodnim okolišem, izraženo u animističkoj religiji (šintoizam) koja je naknadno primila budistički utjecaj (zen). Državna politička struktura proživljava oscilirajuću povijest između decentralizacije i imperijalnih tendencija. - Razdoblje Yayoi (oko 200. pr. Kr. - 200.) obilježavaju velike grobnice, što nastavlja kofunsko razdoblje careva Ōjina (200. – 310.) i Nintokua (310. – 399.) s raskošnom umjetnošću terakota figura (haniva) i slikarstvom u grobnicama otoka Kyushu (5. – 6. st.) - U razdoblju Nara (710. – 784.) jača centralizirano carsko središte (grad Nara), a pod kineskim utjecajem razvija se umjetnost i književnost. - Preseljenjem prijestolnice u Kyoto (794. – 1192.) započinje najplodnije klasično doba japanske dvorske kulture. | -Japansko otočje je područje gdje su Japanci stvorili svoju kulturu na temelju proizvodnje riže malih seljačkih gospodarstava usko povezanih s prirodnim okolišem, izraženo u animističkoj religiji (šintoizam) koja je naknadno primila budistički utjecaj (zen). Državna politička struktura proživljava oscilirajuću povijest između decentralizacije i imperijalnih tendencija. - Razdoblje Yayoi (oko 200. pr. Kr. - 200.) obilježavaju velike grobnice, što nastavlja kofunsko razdoblje careva Ōjina (200. – 310.) i Nintokua (310. – 399.) s raskošnom umjetnošću terakota figura (haniva) i slikarstvom u grobnicama otoka Kyushu (5. – 6. st.) - U razdoblju Nara (710. – 784.) jača centralizirano carsko središte (grad Nara), a pod kineskim utjecajem razvija se umjetnost i književnost. - Preseljenjem prijestolnice u Kyoto (794. – 1192.) započinje najplodnije klasično doba japanske dvorske kulture. |
| Pretkolumbovska umjetnost       |                          |                          |                          | | | | | | |
|                                 | Srednja Amerika          | Srednja Amerika          | Srednja Amerika          | - U središnjim visoravnima današnjeg Meksika i Srednje Amerike pojavile su se civilizacije temeljene na poljoprivredi kukuruza, koje su razvile sukobljene utvrđene gradove s državnim strukturama, organiziranom religijom i pismom, početkom prvog tisućljeća, a koje su kasnije dovele do civilizacije Maya i Azteka. - Prve su bile kultura naroda kao što su: Olmeci (monumentalne kamene glave), Zapotec (Monte Albán), Olmeci, Mixtec (Oaxace), Tolteci i naposljetku Teotihuacán koji se odlikuje velikim piramidama. | - U središnjim visoravnima današnjeg Meksika i Srednje Amerike pojavile su se civilizacije temeljene na poljoprivredi kukuruza, koje su razvile sukobljene utvrđene gradove s državnim strukturama, organiziranom religijom i pismom, početkom prvog tisućljeća, a koje su kasnije dovele do civilizacije Maya i Azteka. - Prve su bile kultura naroda kao što su: Olmeci (monumentalne kamene glave), Zapotec (Monte Albán), Olmeci, Mixtec (Oaxace), Tolteci i naposljetku Teotihuacán koji se odlikuje velikim piramidama. | - U središnjim visoravnima današnjeg Meksika i Srednje Amerike pojavile su se civilizacije temeljene na poljoprivredi kukuruza, koje su razvile sukobljene utvrđene gradove s državnim strukturama, organiziranom religijom i pismom, početkom prvog tisućljeća, a koje su kasnije dovele do civilizacije Maya i Azteka. - Prve su bile kultura naroda kao što su: Olmeci (monumentalne kamene glave), Zapotec (Monte Albán), Olmeci, Mixtec (Oaxace), Tolteci i naposljetku Teotihuacán koji se odlikuje velikim piramidama. | - U središnjim visoravnima današnjeg Meksika i Srednje Amerike pojavile su se civilizacije temeljene na poljoprivredi kukuruza, koje su razvile sukobljene utvrđene gradove s državnim strukturama, organiziranom religijom i pismom, početkom prvog tisućljeća, a koje su kasnije dovele do civilizacije Maya i Azteka. - Prve su bile kultura naroda kao što su: Olmeci (monumentalne kamene glave), Zapotec (Monte Albán), Olmeci, Mixtec (Oaxace), Tolteci i naposljetku Teotihuacán koji se odlikuje velikim piramidama. | - U središnjim visoravnima današnjeg Meksika i Srednje Amerike pojavile su se civilizacije temeljene na poljoprivredi kukuruza, koje su razvile sukobljene utvrđene gradove s državnim strukturama, organiziranom religijom i pismom, početkom prvog tisućljeća, a koje su kasnije dovele do civilizacije Maya i Azteka. - Prve su bile kultura naroda kao što su: Olmeci (monumentalne kamene glave), Zapotec (Monte Albán), Olmeci, Mixtec (Oaxace), Tolteci i naposljetku Teotihuacán koji se odlikuje velikim piramidama. | - U središnjim visoravnima današnjeg Meksika i Srednje Amerike pojavile su se civilizacije temeljene na poljoprivredi kukuruza, koje su razvile sukobljene utvrđene gradove s državnim strukturama, organiziranom religijom i pismom, početkom prvog tisućljeća, a koje su kasnije dovele do civilizacije Maya i Azteka. - Prve su bile kultura naroda kao što su: Olmeci (monumentalne kamene glave), Zapotec (Monte Albán), Olmeci, Mixtec (Oaxace), Tolteci i naposljetku Teotihuacán koji se odlikuje velikim piramidama. |
|                                 | Južna Amerika            | Južna Amerika            | Južna Amerika            | - Na Andama se razvijaju socijalne države utemeljene na poljoprivredi krumpira i autohtonih deva (ljama, alpaka i gvanako) ), na temelju kojih nastaju urbane civilizacije i vrlo složene pred-Inka kulture (Caral, 3. tisućljeće pr. Kr., ., Pre-keramičke ali s monumentalnom arhitekturom); iako nisu koristili sustava koji mogu biti pozvani pravilno pisanje (računovodstvo i poruke kroz sustav (quipu). - Na području današnje Kolumbije najvažniji je nakit kultura Quimbaya, Čibča i Calima. - U starom Peruu, kulture Chavin, Mochica, Paracas i Nazca, stvaraju gradove s raznim vrstama objekata i zgrada čija je uloga još uvijek zagonetna (Nazca linije), ali prethode visokoj Inka kulturi. | - Na Andama se razvijaju socijalne države utemeljene na poljoprivredi krumpira i autohtonih deva (ljama, alpaka i gvanako) ), na temelju kojih nastaju urbane civilizacije i vrlo složene pred-Inka kulture (Caral, 3. tisućljeće pr. Kr., ., Pre-keramičke ali s monumentalnom arhitekturom); iako nisu koristili sustava koji mogu biti pozvani pravilno pisanje (računovodstvo i poruke kroz sustav (quipu). - Na području današnje Kolumbije najvažniji je nakit kultura Quimbaya, Čibča i Calima. - U starom Peruu, kulture Chavin, Mochica, Paracas i Nazca, stvaraju gradove s raznim vrstama objekata i zgrada čija je uloga još uvijek zagonetna (Nazca linije), ali prethode visokoj Inka kulturi. | - Na Andama se razvijaju socijalne države utemeljene na poljoprivredi krumpira i autohtonih deva (ljama, alpaka i gvanako) ), na temelju kojih nastaju urbane civilizacije i vrlo složene pred-Inka kulture (Caral, 3. tisućljeće pr. Kr., ., Pre-keramičke ali s monumentalnom arhitekturom); iako nisu koristili sustava koji mogu biti pozvani pravilno pisanje (računovodstvo i poruke kroz sustav (quipu). - Na području današnje Kolumbije najvažniji je nakit kultura Quimbaya, Čibča i Calima. - U starom Peruu, kulture Chavin, Mochica, Paracas i Nazca, stvaraju gradove s raznim vrstama objekata i zgrada čija je uloga još uvijek zagonetna (Nazca linije), ali prethode visokoj Inka kulturi. | - Na Andama se razvijaju socijalne države utemeljene na poljoprivredi krumpira i autohtonih deva (ljama, alpaka i gvanako) ), na temelju kojih nastaju urbane civilizacije i vrlo složene pred-Inka kulture (Caral, 3. tisućljeće pr. Kr., ., Pre-keramičke ali s monumentalnom arhitekturom); iako nisu koristili sustava koji mogu biti pozvani pravilno pisanje (računovodstvo i poruke kroz sustav (quipu). - Na području današnje Kolumbije najvažniji je nakit kultura Quimbaya, Čibča i Calima. - U starom Peruu, kulture Chavin, Mochica, Paracas i Nazca, stvaraju gradove s raznim vrstama objekata i zgrada čija je uloga još uvijek zagonetna (Nazca linije), ali prethode visokoj Inka kulturi. | - Na Andama se razvijaju socijalne države utemeljene na poljoprivredi krumpira i autohtonih deva (ljama, alpaka i gvanako) ), na temelju kojih nastaju urbane civilizacije i vrlo složene pred-Inka kulture (Caral, 3. tisućljeće pr. Kr., ., Pre-keramičke ali s monumentalnom arhitekturom); iako nisu koristili sustava koji mogu biti pozvani pravilno pisanje (računovodstvo i poruke kroz sustav (quipu). - Na području današnje Kolumbije najvažniji je nakit kultura Quimbaya, Čibča i Calima. - U starom Peruu, kulture Chavin, Mochica, Paracas i Nazca, stvaraju gradove s raznim vrstama objekata i zgrada čija je uloga još uvijek zagonetna (Nazca linije), ali prethode visokoj Inka kulturi. | - Na Andama se razvijaju socijalne države utemeljene na poljoprivredi krumpira i autohtonih deva (ljama, alpaka i gvanako) ), na temelju kojih nastaju urbane civilizacije i vrlo složene pred-Inka kulture (Caral, 3. tisućljeće pr. Kr., ., Pre-keramičke ali s monumentalnom arhitekturom); iako nisu koristili sustava koji mogu biti pozvani pravilno pisanje (računovodstvo i poruke kroz sustav (quipu). - Na području današnje Kolumbije najvažniji je nakit kultura Quimbaya, Čibča i Calima. - U starom Peruu, kulture Chavin, Mochica, Paracas i Nazca, stvaraju gradove s raznim vrstama objekata i zgrada čija je uloga još uvijek zagonetna (Nazca linije), ali prethode visokoj Inka kulturi. |
| Afrička umjetnost               |                          |                          |                          | | | | | | |
|                                 | Subsaharska Afrika       | Subsaharska Afrika       | Subsaharska Afrika       | - Južno od Sahare, prostor poznat kao crna Afrika (vrlo bogat pretpovijesnom umjetnošću) doživjela mnogo kasniji kulturni razvoj za razliku od mediteranske Afrike; njihove jezgre se odlikuju velikom disperzijom i diskontinuitetom. - Skulpture od terakote Nok kulture (danas sjeverna Nigerija, 5. stoljeće pr. Kr. - 3. st.). | - Južno od Sahare, prostor poznat kao crna Afrika (vrlo bogat pretpovijesnom umjetnošću) doživjela mnogo kasniji kulturni razvoj za razliku od mediteranske Afrike; njihove jezgre se odlikuju velikom disperzijom i diskontinuitetom. - Skulpture od terakote Nok kulture (danas sjeverna Nigerija, 5. stoljeće pr. Kr. - 3. st.). | - Južno od Sahare, prostor poznat kao crna Afrika (vrlo bogat pretpovijesnom umjetnošću) doživjela mnogo kasniji kulturni razvoj za razliku od mediteranske Afrike; njihove jezgre se odlikuju velikom disperzijom i diskontinuitetom. - Skulpture od terakote Nok kulture (danas sjeverna Nigerija, 5. stoljeće pr. Kr. - 3. st.). | - Južno od Sahare, prostor poznat kao crna Afrika (vrlo bogat pretpovijesnom umjetnošću) doživjela mnogo kasniji kulturni razvoj za razliku od mediteranske Afrike; njihove jezgre se odlikuju velikom disperzijom i diskontinuitetom. - Skulpture od terakote Nok kulture (danas sjeverna Nigerija, 5. stoljeće pr. Kr. - 3. st.). | - Južno od Sahare, prostor poznat kao crna Afrika (vrlo bogat pretpovijesnom umjetnošću) doživjela mnogo kasniji kulturni razvoj za razliku od mediteranske Afrike; njihove jezgre se odlikuju velikom disperzijom i diskontinuitetom. - Skulpture od terakote Nok kulture (danas sjeverna Nigerija, 5. stoljeće pr. Kr. - 3. st.). | - Južno od Sahare, prostor poznat kao crna Afrika (vrlo bogat pretpovijesnom umjetnošću) doživjela mnogo kasniji kulturni razvoj za razliku od mediteranske Afrike; njihove jezgre se odlikuju velikom disperzijom i diskontinuitetom. - Skulpture od terakote Nok kulture (danas sjeverna Nigerija, 5. stoljeće pr. Kr. - 3. st.). |